# Isagawa-jinja

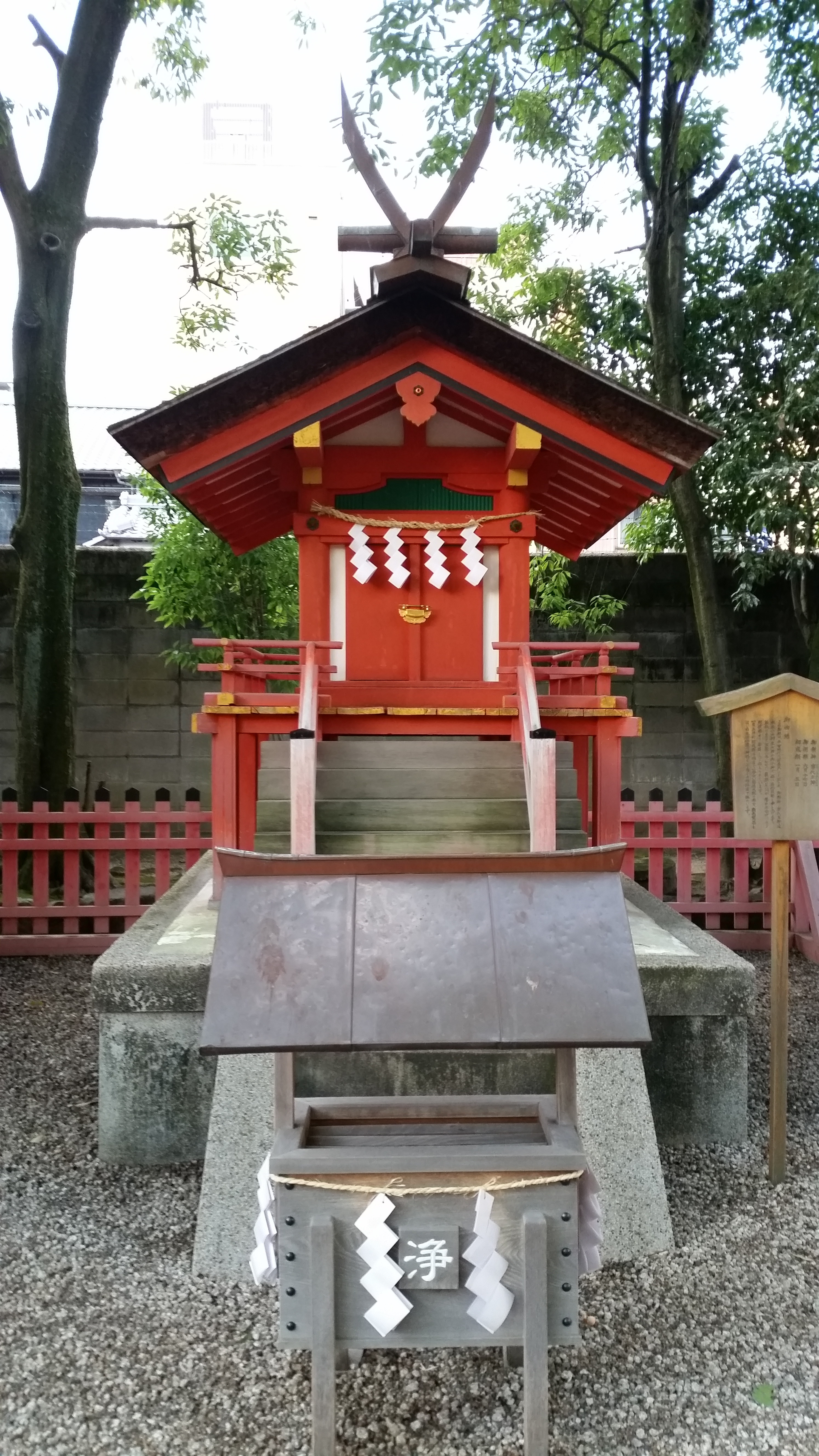
Awa Jinja
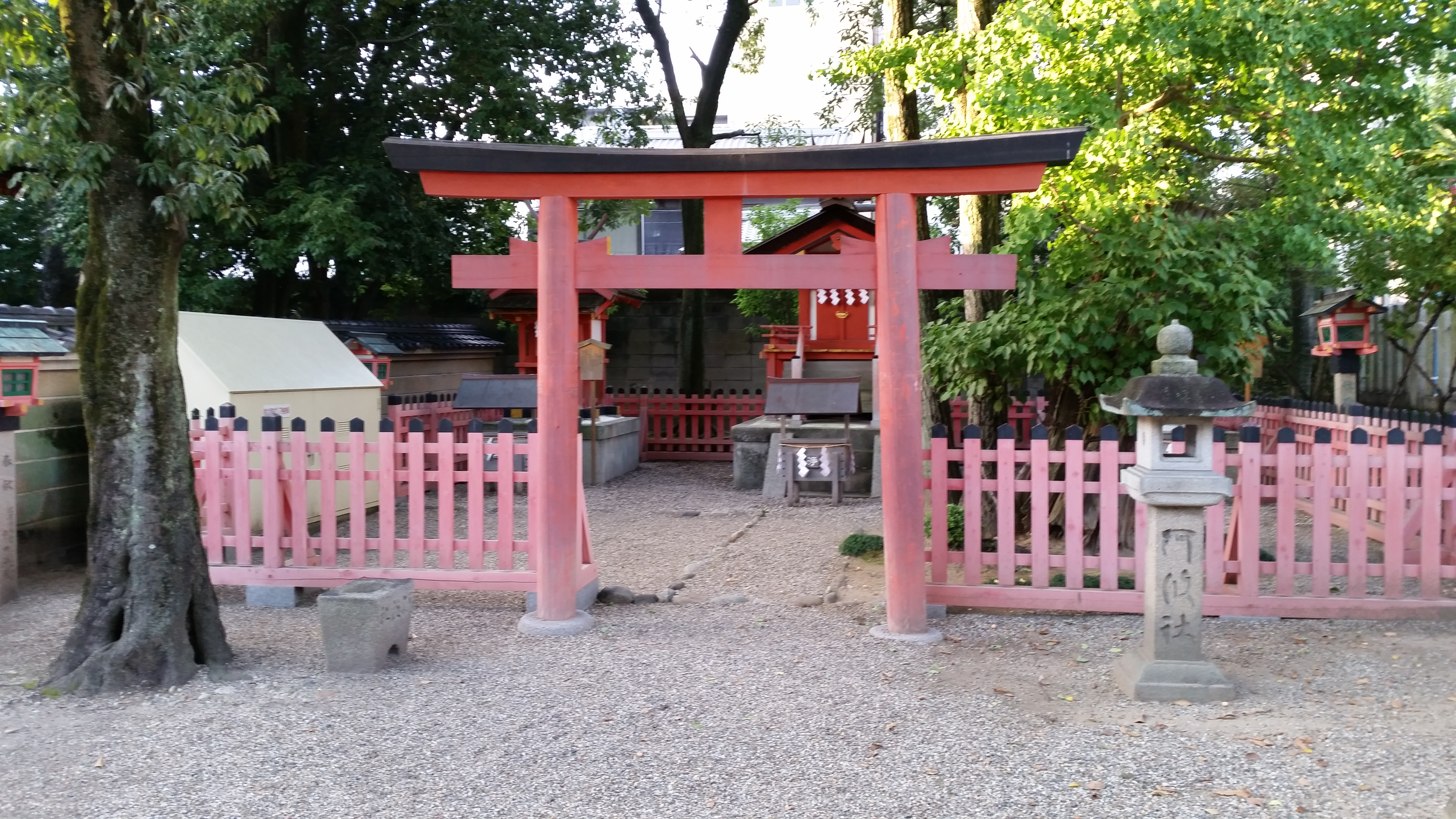
Awa Jinja Torii
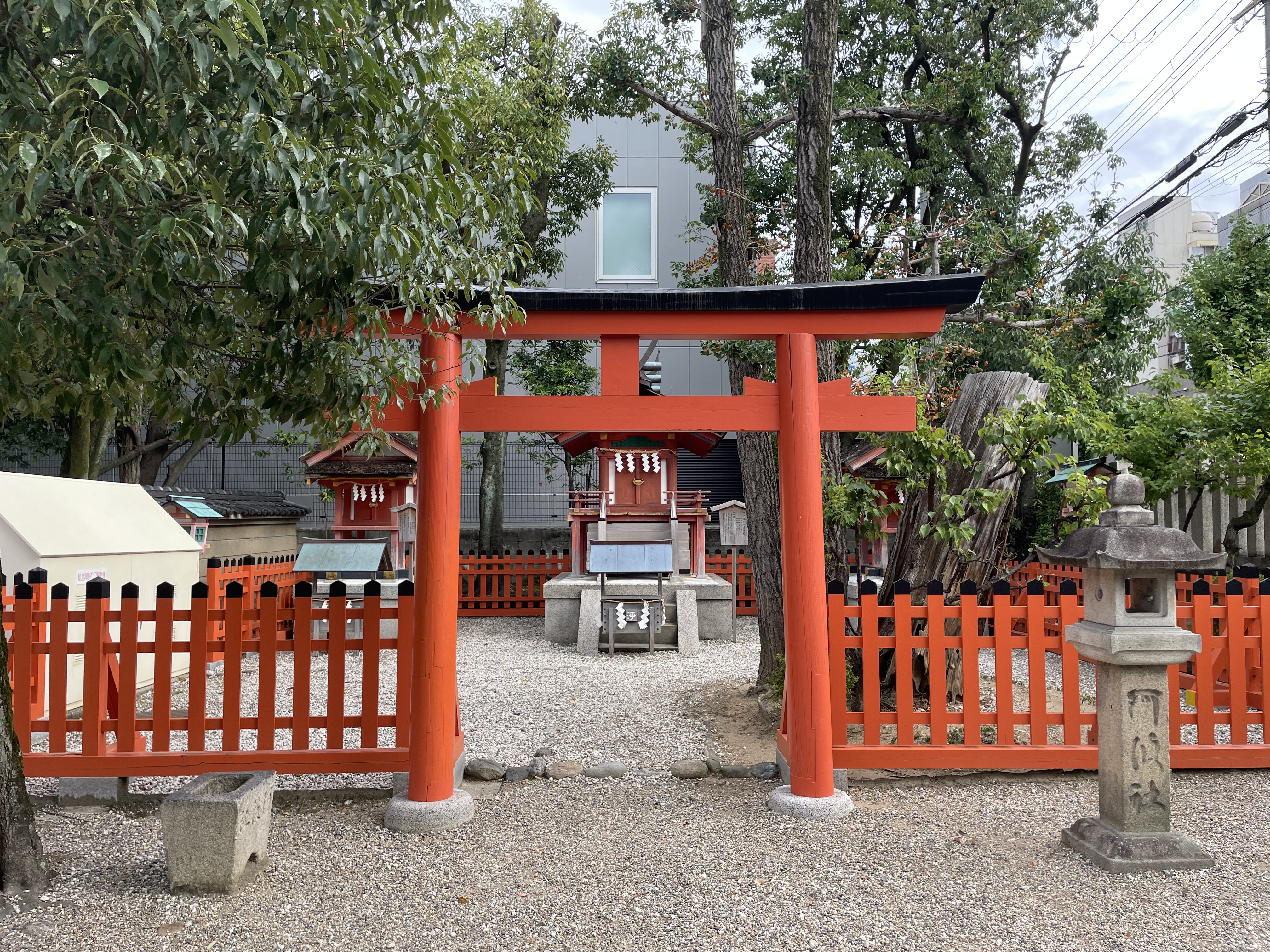
Torii
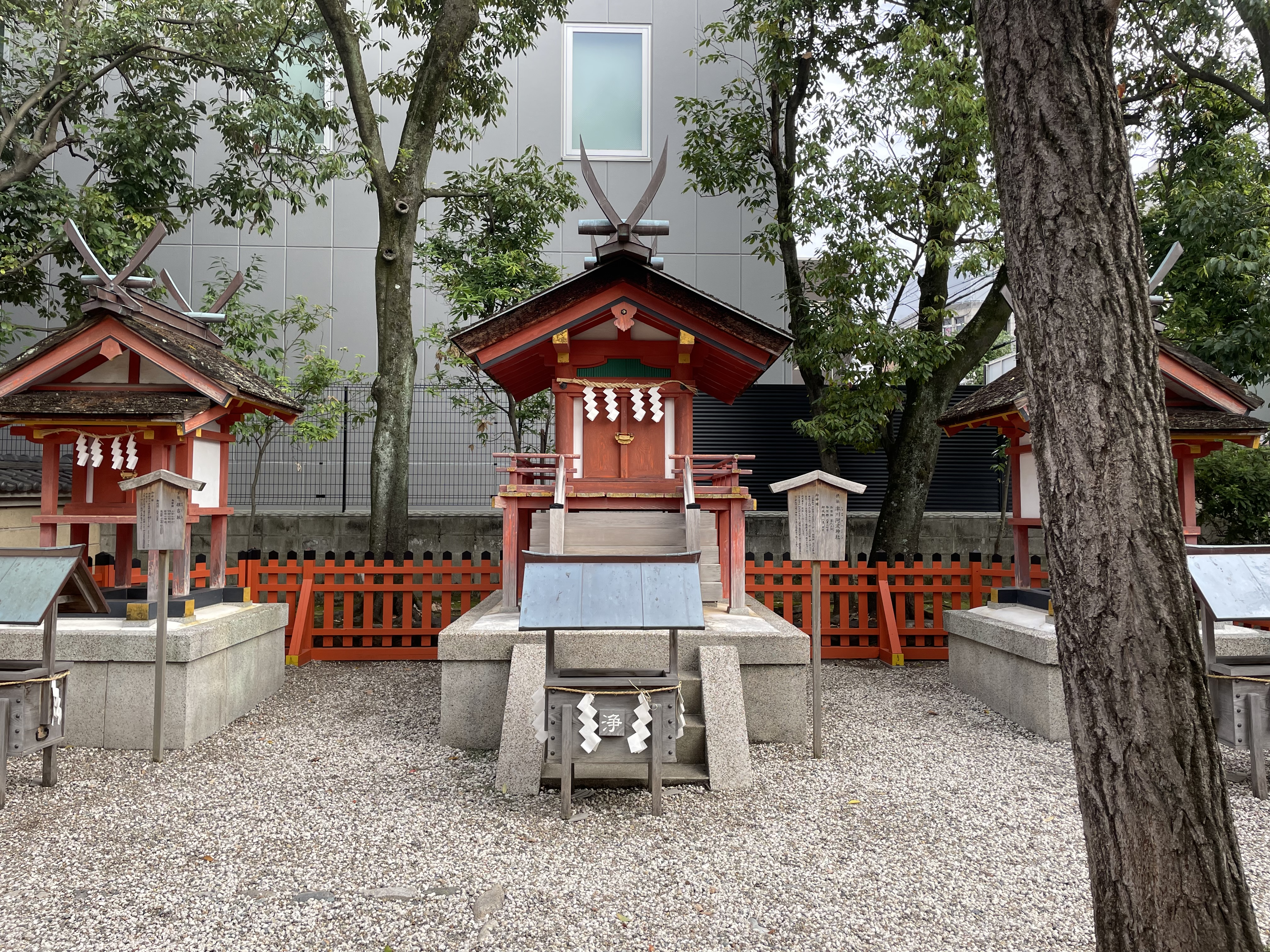
Sous-sanctuaire
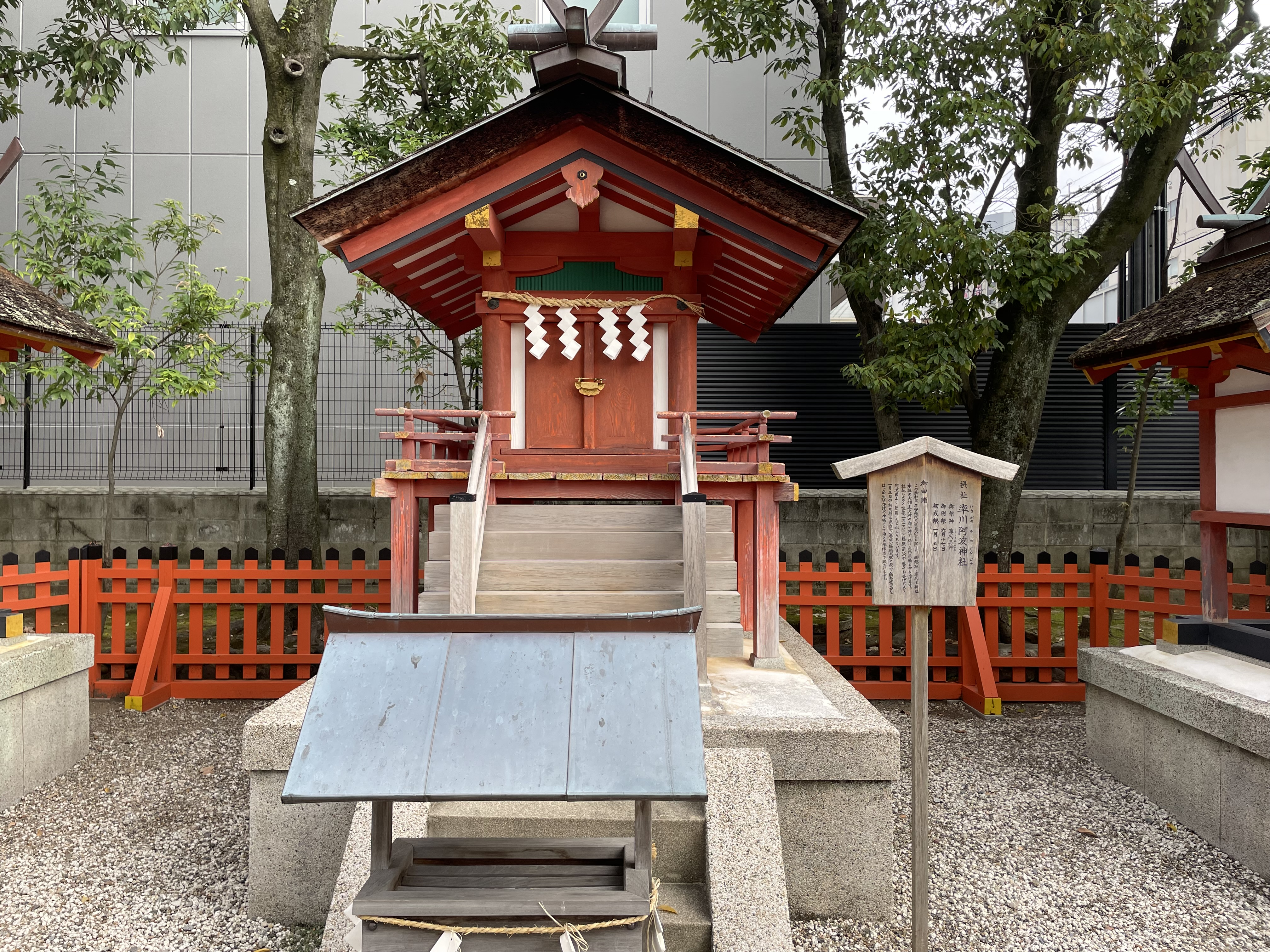
Sous-sanctuaire
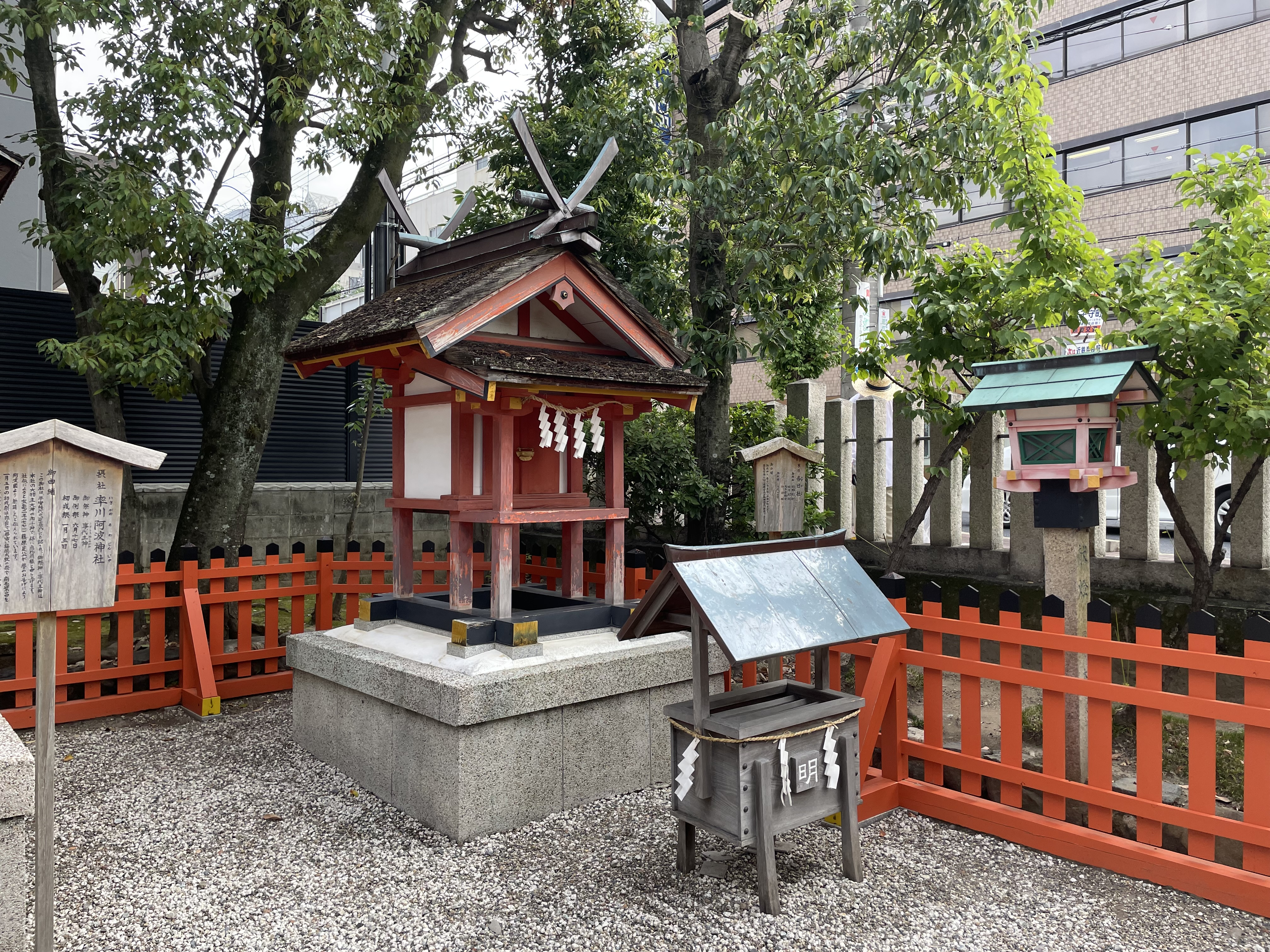
Sous-sanctuaire
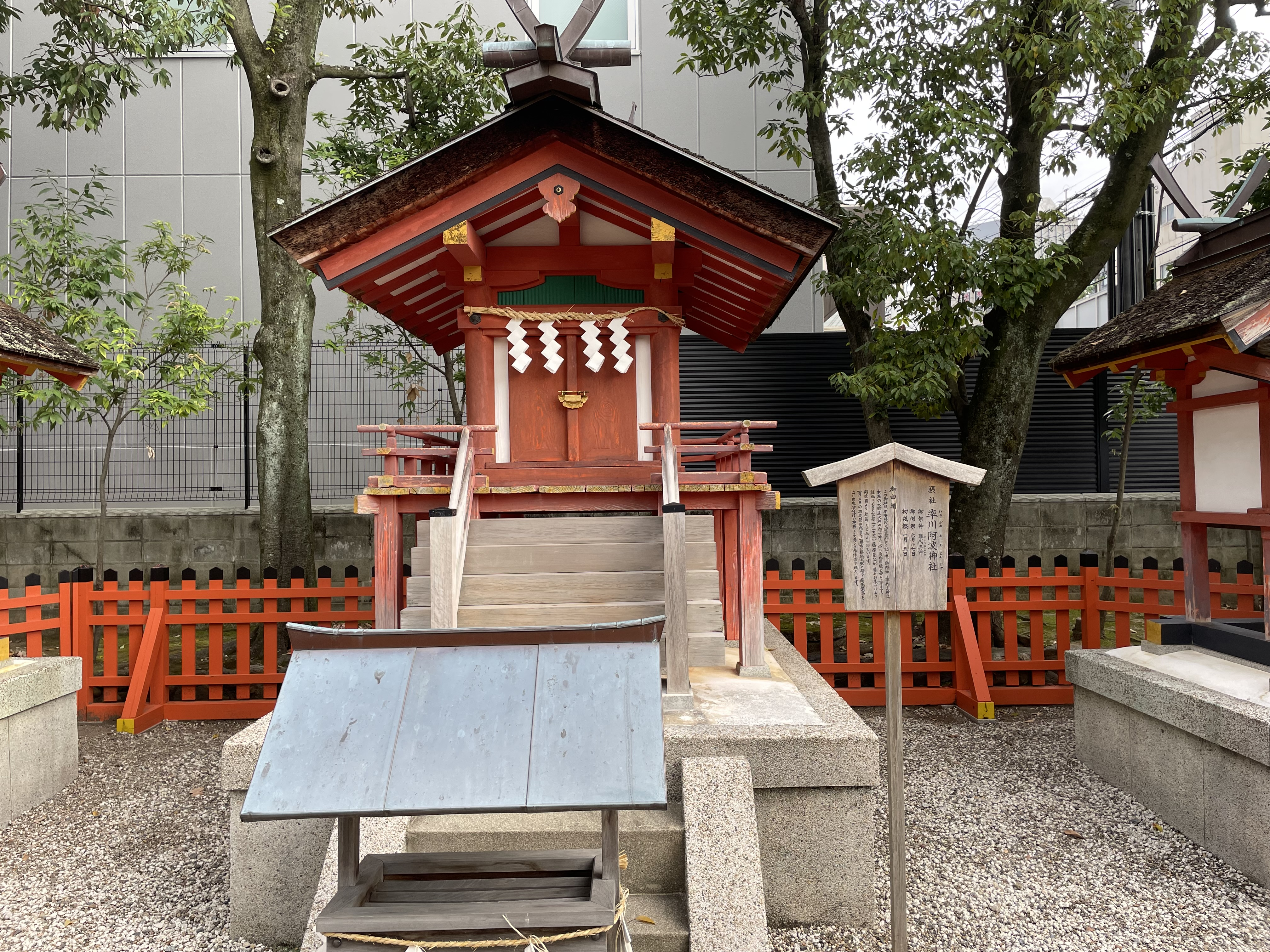
Sous-sanctuaire
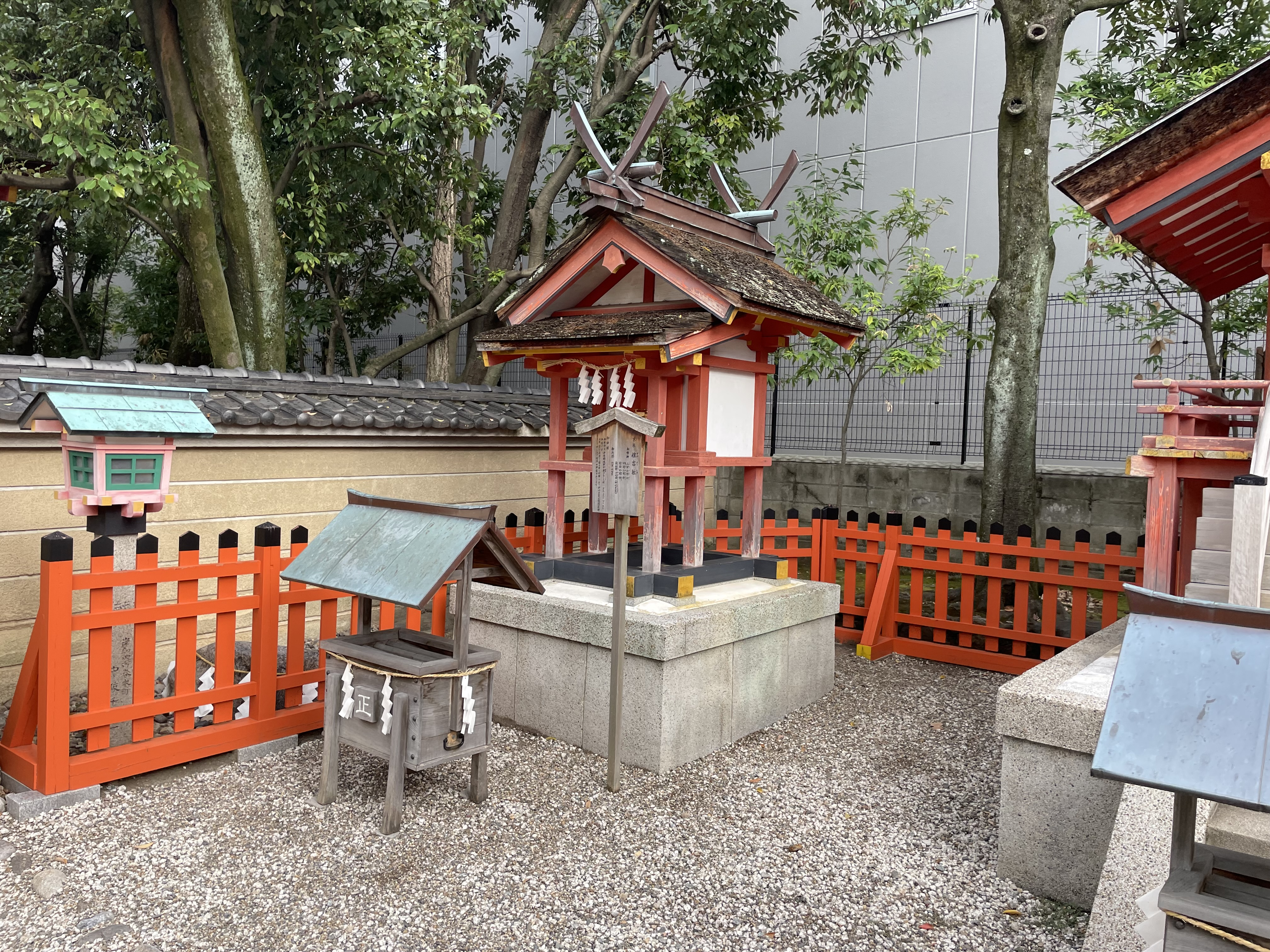
Sous-sanctuaire
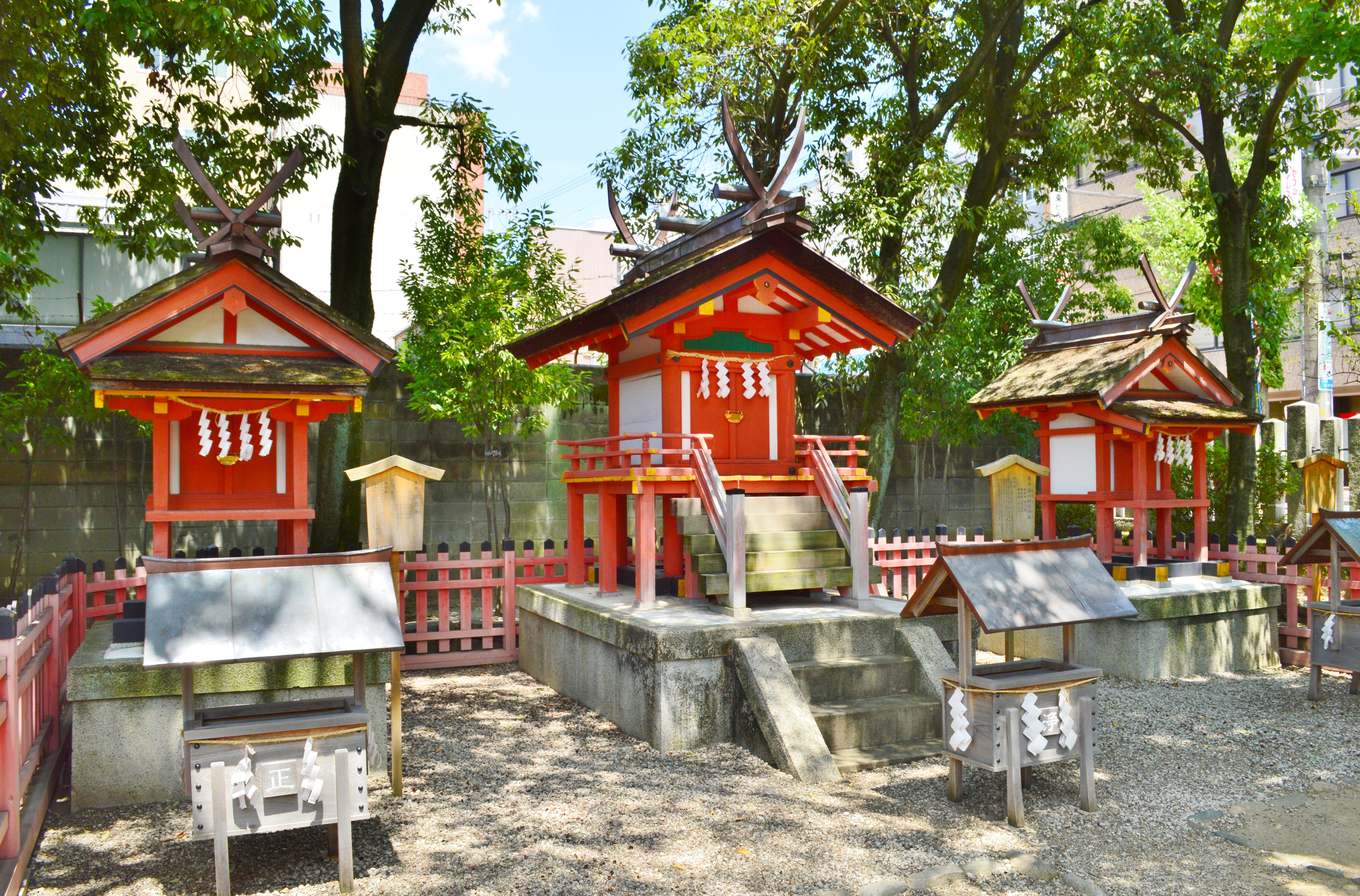
Keidaisha

Le sanctuaire Isagawa, fondé en 593 par décret d'Omiwa no Kimishiratsutsumi, est reconnu comme le plus ancien édifice religieux de Nara, au Japon. Occupant une place unique parmi les sanctuaires shinto du pays, ce site vénérable se distingue par sa dédicace à une impératrice, contrairement à la tradition qui privilégie les empereurs ou les divinités masculines. Il est dédié à Himetataraisuzu-hime. Et c'est lié au Kōfuku-ji.
Il s'agit actuellement d'une massha du sanctuaire Ōmiwa.

## Divinité consacrée
| Rituel impérial japonais (en) modifier                                                     |
| Janvier                                                                                    |
| Shihohai・Saiten-sai (ja)                                                                  |
| Genshi-sai (ja)                                                                            |
| Début de la performance musicale (ja)                                                      |
| Festival de l'Empereur Showa (Festival de l'Empereur précédent (ja))                       |
| Festival de l'Empereur Kōmei                                                               |
| Février                                                                                    |
| Kinen-sai                                                                                  |
| Anniversaire de l'empereur                                                                 |
| Mars                                                                                       |
| Festival de l'apaisement des fleurs - Ōmiwa-jinja                                          |
| Kōreisai (en) du printemps Festival du sanctuaire du printemps Festival du sanctuaire (ja) |
| Avril                                                                                      |
| Festival des vêtements sacrés - Sanctuaire d'Ise                                           |
| Festival Saegusa - Isagawa-jinja                                                           |
| Festival du Grand Tabou - Hirose-jinja                                                     |
| Festival du dieu du vent - Tatsuta-taisha                                                  |
| Festival Jimmu (ja)・Kōrei-den (en) Kagura                                                 |
| Juin                                                                                       |
| Rituel de la lune (ja)                                                                     |
| Festival de l'apaisement du feu (ja)                                                       |
| Festival de la route (ja)                                                                  |
| Yoori・Ōharae-shiki                                                                        |
| Juillet                                                                                    |
| Festival du Grand Tabou - Hirose-jinja                                                     |
| Festival du dieu du vent - Tatsuta-taisha                                                  |
| Septembre                                                                                  |
| Festival des vêtements sacrés - Sanctuaire d'Ise                                           |
| Kōreisai (en) d'automne Festival du sanctuaire d'automne Festival du sanctuaire (ja)       |
| Festival Kannamesai (en) - Sanctuaire d'Ise                                                |
| Novembre                                                                                   |
| Festival Ainame (ja)                                                                       |
| Festival de l'apaisement des âmes                                                          |
| Niiname-sai (Daijosai)                                                                     |
| Décembre                                                                                   |
| Kashiko dokoro (ja) Kagura sacré                                                           |
| Festival de l'Empereur Taishō                                                              |
| Rituel de la lune (ja)                                                                     |
| Festival de l'apaisement du feu (ja)                                                       |
| Festival de la route (ja)                                                                  |
| Yoori・Ōharae-shiki                                                                        |

La divinité principale du sanctuaire Isagawa est l'impératrice Himetataraisuzuhime no Mikoto, célèbre pour sa sagesse et son rôle de soutien auprès de l'empereur Jinmu pendant son règne. L'impératrice, épouse de l'empereur Jinmu, est honorée au sanctuaire aux côtés de ses parents, reflétant le thème du sanctuaire de la protection parentale et du bien-être des enfants.

### La Famille Divine
- Sanctuaire central : impératrice Himetataraisuzu-hime-no-mikoto[1]
- Sanctuaire de gauche : Sai no Okami (Kotoshironushi / Ōmononushi), le père de l'Impératrice[1]
- Sanctuaire de droite : Tamakushi-hime-no-mikoto (en), la mère de l'Impératrice[1]

Cet arrangement symbolise l'instinct naturel des parents à protéger leurs enfants, un thème qui résonne profondément auprès des visiteurs, en particulier des parents priant pour le bien-être de leurs enfants.

## Histoire
On raconte que le 3 février 593, durant la première année du règne de l'impératrice Suiko, Omiwa no Kimi Hakutsutsumi consacra l'impératrice Himetataraisuzuhime, épouse de l'empereur Jimmu, dans ce sanctuaire par décret impérial , et c'est le plus ancien sanctuaire de la ville de Nara. Plus tard, l'empereur Gensho a consacré le père de Himetatarisosuzuhime, Sai no Okami, sur le côté droit de la salle principale, et sa mère, Tamakushihime, sur le côté gauche.
En 852, sous le règne de l'empereur Montoku, il reçut le rang de cinquième rang junior et reçut six titres divins (quatre dans la région de Sakyo et deux dans la province de Tango) . En décembre 1180, le sanctuaire fut incendié lors du Siège de Nara par Taira no Shigehira,.
Il a été reconstruit en 1190 avec le soutien du temple Kofuku-ji et est ensuite passé sous le contrôle du temple.
Depuis le Moyen Âge, il est géré par les prêtres de Kasuga-taisha et est désormais connu sous le nom de « sanctuaire Kasuga Saegusa ». Pour cette raison, les enregistrements des déplacements de sanctuaires au cours du Moyen Âge sont souvent enregistrés dans les archives diverses du temple Daijoin et du sanctuaire. Au début de la période moderne, c'était l'un des onze sanctuaires du sanctuaire extérieur du sanctuaire Kasuga Taisha, mais en mars 1877 (10 Meiji), il fut désigné comme sanctuaire Kawanishi-Okami Mikojinja, un sanctuaire secondaire du sanctuaire Ogami, par un arrêté du ministère de l'Intérieur.
La divinité enfant ( Himetataraisuzuhime ) est enchâssée au centre de la salle principale, avec les divinités parentales (la divinité père Ōmononushi à l'ouest et la divinité mère Tamakushi-hime (en) à l'est) enchâssées de chaque côté. Pour cette raison, la divinité a longtemps été louée comme « divinité apaisante pour les enfants » et est vénérée avec dévotion comme la divinité de l'accouchement et de l'éducation des enfants en toute sécurité . La rivière Rate, qui coule le long de la bordure sud, est également connue sous le nom de rivière Komori.

## Importance culturelle
Le sanctuaire Isagawa est un point central pour ceux qui cherchent des bénédictions pour la santé et la sécurité de leurs enfants. Sa signification historique et culturelle va au-delà de ses offres spirituelles, servant de témoignage à l'héritage durable de la sagesse et de la bienveillance de l'impératrice Himetataraisuzu-hime-no-mikoto.

## Festival de Saegusa
Le festival annuel, qui a lieu le 17 juin, est communément appelé Festival du Lys. Les lis de bambou qui fleurissent sur le mont Miwa étaient appelés saigusa dans les temps anciens, et ces fleurs sont offertes à la divinité.
L'offrande est
- Le Shiraki et le saké pur sont placés dans une bouilloire (son), et le kuroki et le saké non raffiné sont placés dans une boîte (hotogi), et le fût de saké est entouré de tiges de lys.
- Les aliments affinés sont placés dans une boîte recouverte d'une feuille de chêne et posée sur une étagère en bois noir.
- Les lys sont offerts dans un grand seau

Les offrandes sont faites conformément aux anciennes coutumes et le festival, basé sur le festival Chinka, comprend des prières pour conjurer les épidémies maléfiques.
Le jour du festival, conformément aux anciennes coutumes de la divinité consacrée, la princesse Himetataraisuzu-hime, une procession de sept jeunes filles portant des lys a lieu dans toute la ville après la cérémonie. Il s'agit d'une ancienne fête enregistrée dans le Code Taiho et le Code Yōrō déclare également que "on l'appelle le Festival de Saegusa parce que c'est un festival au cours duquel des fûts de saké sont décorés de fleurs de Saegusa".

## Visiter le sanctuaire Isagawa
Le sanctuaire propose divers charmes traditionnels et participe à des festivals qui mettent en lumière sa riche histoire et son importance culturelle. Les visiteurs du sanctuaire peuvent s'attendre à vivre un profond sentiment de paix et de révérence, dans le cadre de la beauté ancienne de Nara.

### Principales caractéristiques
- Charmes Omamori : disponibles pour les visiteurs en quête de bénédictions et de protection[1].
- Festivals : Le sanctuaire accueille des événements annuels qui célèbrent son histoire et son patrimoine culturel[1].

### Accessibilité
Le sanctuaire Isagawa est accessible aux visiteurs du monde entier, avec des informations disponibles dans plusieurs langues, y compris l'anglais, le chinois traditionnel, le chinois simplifié et le coréen, garantissant que sa signification culturelle et spirituelle est largement partagée.

### Quartiers
- Hall principal - Trois bâtiments sanctuaires à une baie de style Kasuga sont construits côte à côte et reliés par des cloisons[3]. Chacune possède en façade un escalier en bois de septième classe, avec une balustrade décorée de Giboshi[3]. Le toit est recouvert d'écorce de cyprès et présente un faîte en caisson avec des poutres chigi katsuogi . À en juger par la construction détaillée, on pense qu'il a été construit au début de la période Edo[3].
  - Nakahonden (désigné bien culturel matériel par la préfecture de Nara)
  - Salle principale de droite (désignée bien culturel corporel par la préfecture de Nara)
  - Salle principale de gauche (désignée bien culturel corporel par la préfecture de Nara)
- Salle de culte
- Sanctuaire Otogawa Awa - Voir ci-dessous
- Sanctuaire Sumiyoshi - Divinités : Sumiyoshi sanjin et Jingū
- Sanctuaire Kasuga - Divinités : Takemikazuchi-no-Mikoto, Futsunushi, Ame-no-Koyane-no-Mikoto, Himegami

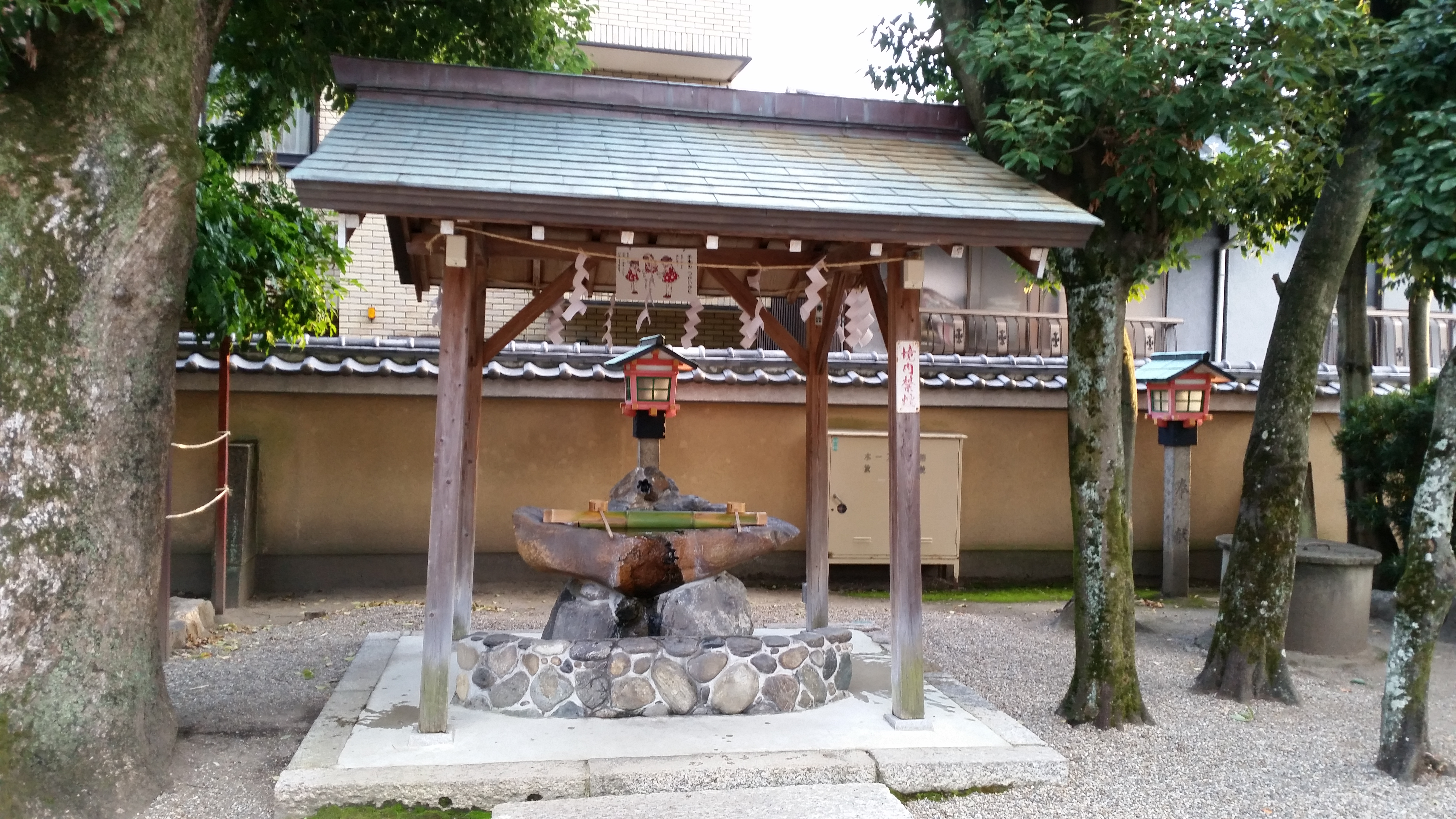
Chōzusha (pavillon pour les ablutions rituelles)
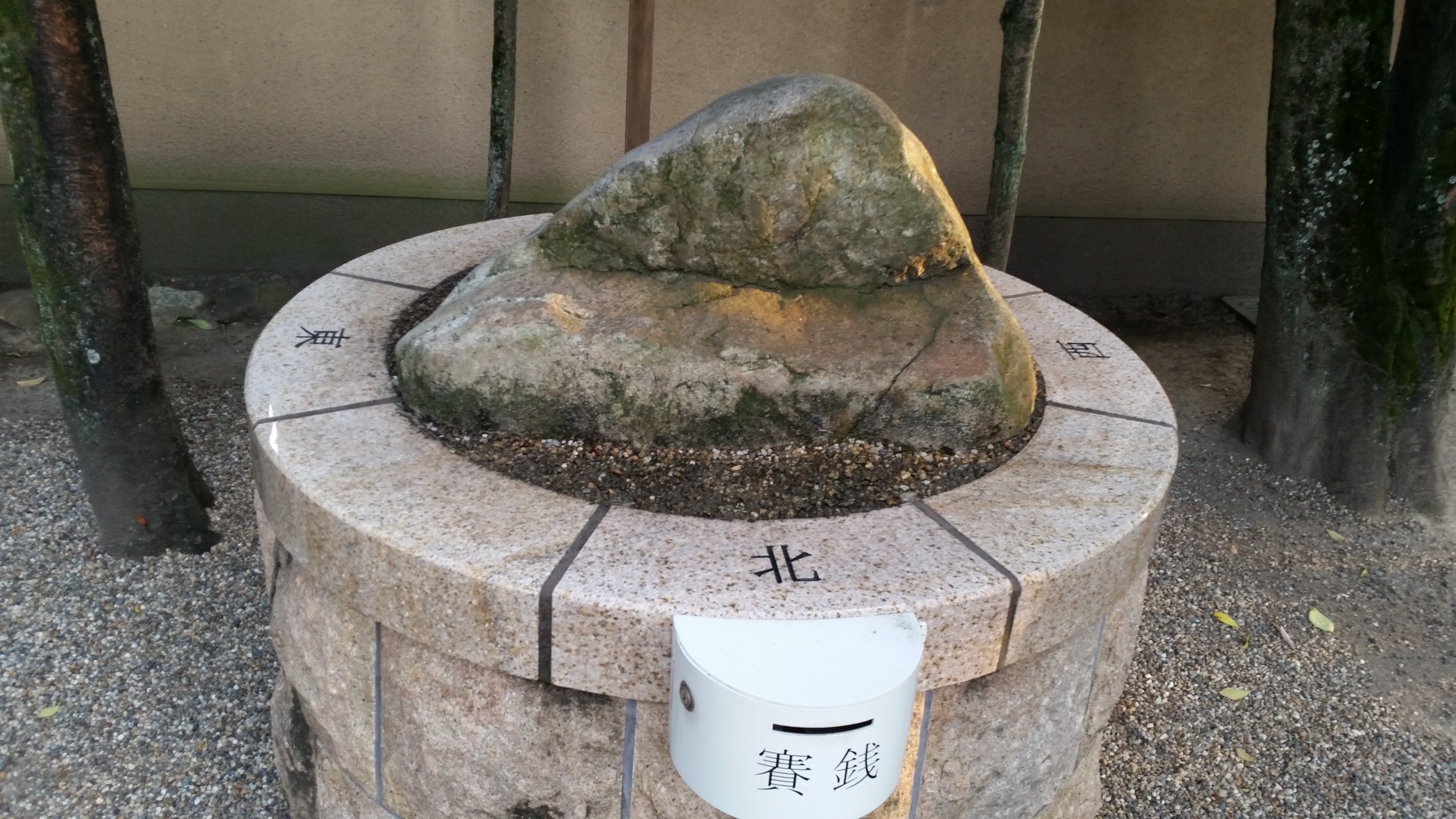
Pierre de grenouille
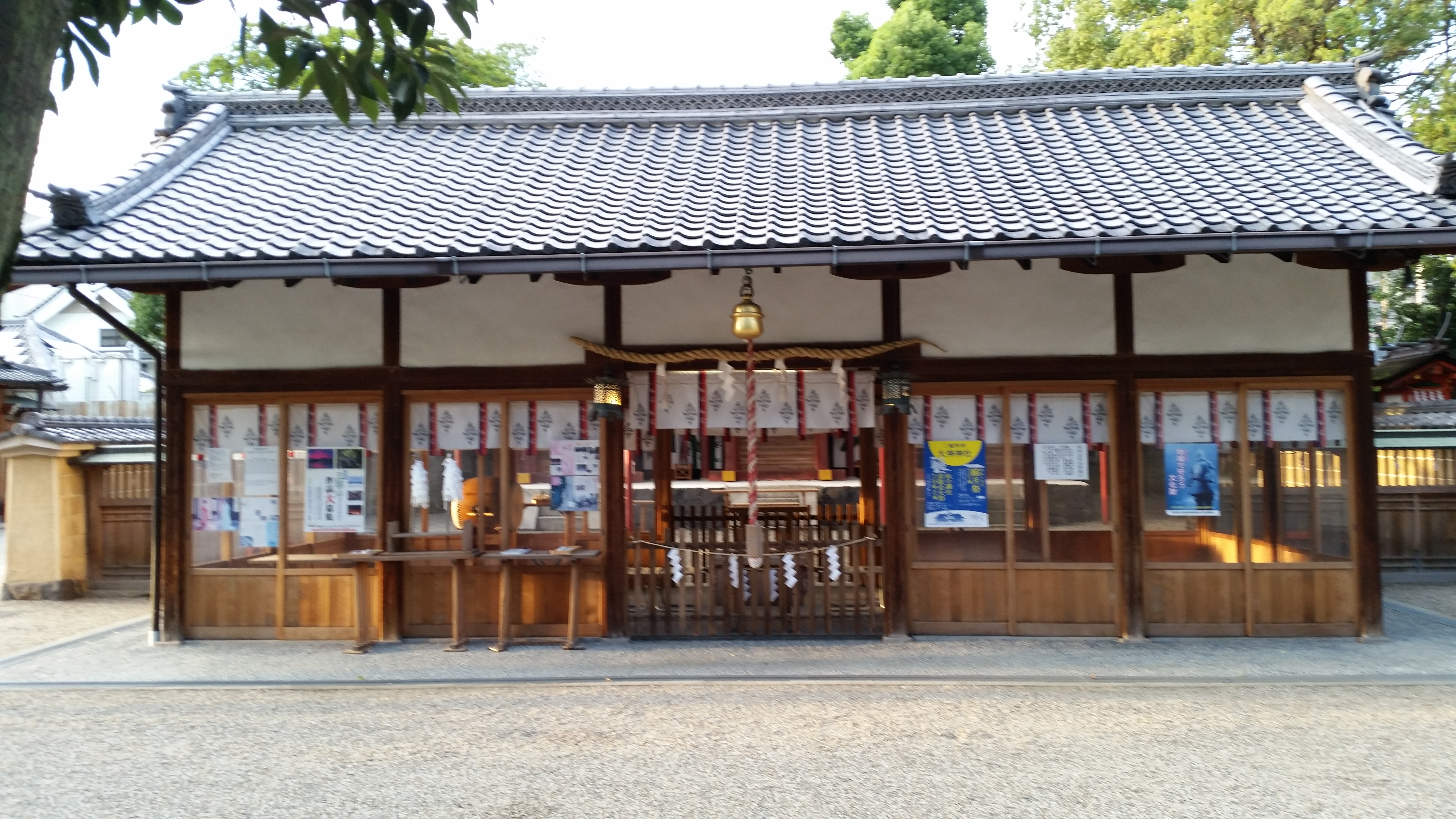
Haiden (salle de prière)
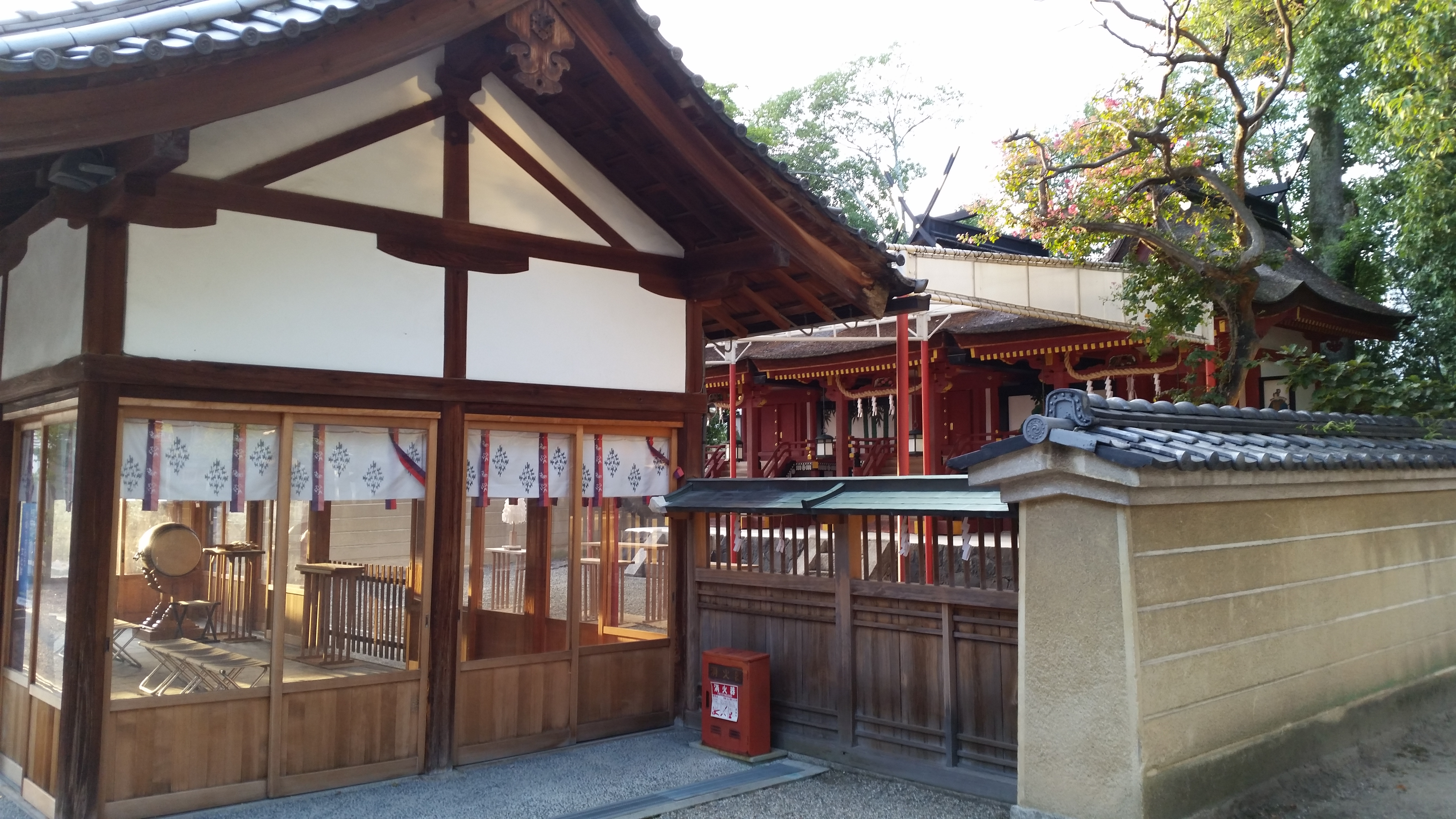
Honden (bâtiment principal du sanctuaire)
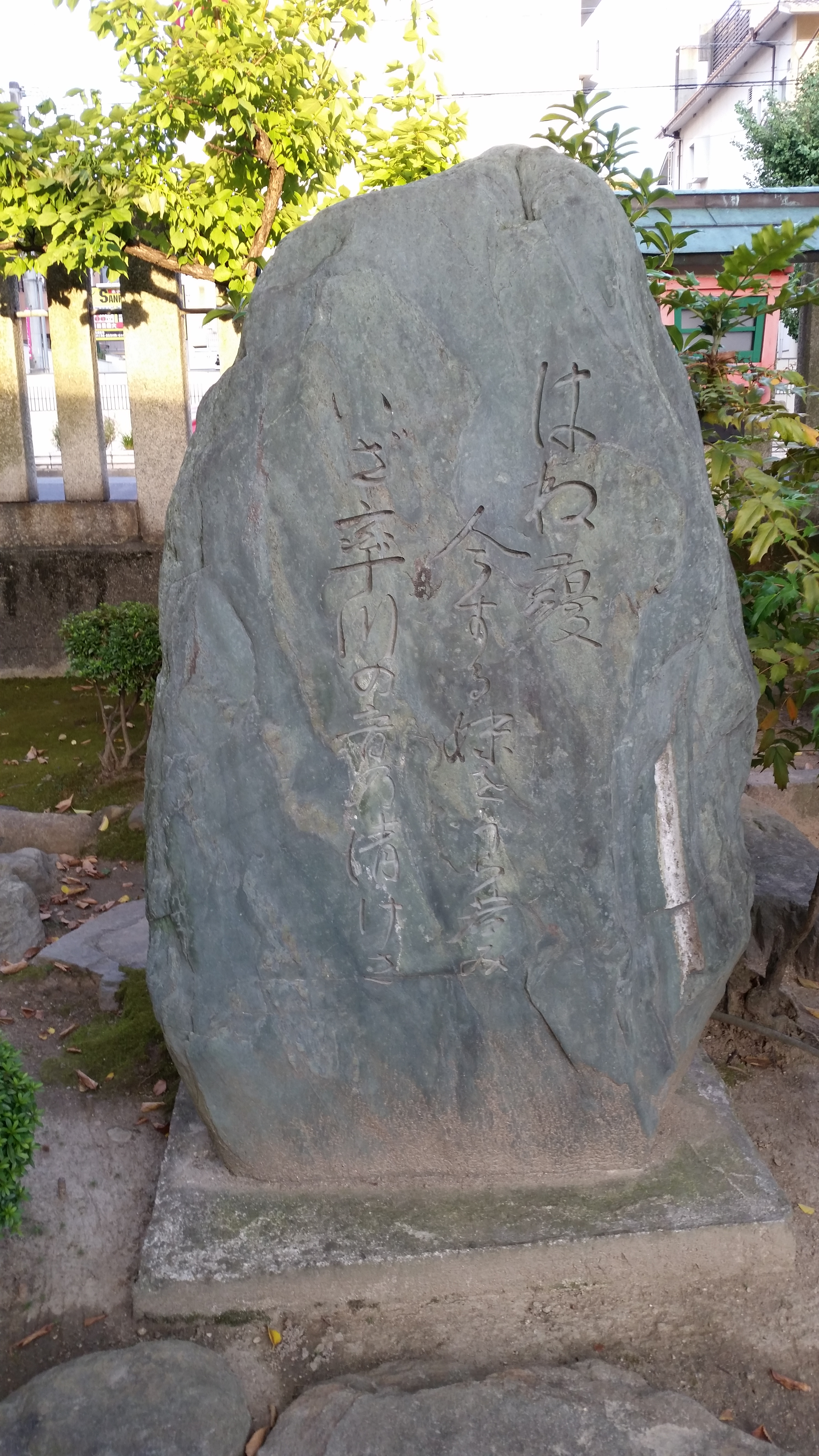
Mémorial du Man'yōshū (collection ancienne de poèmes japonais)
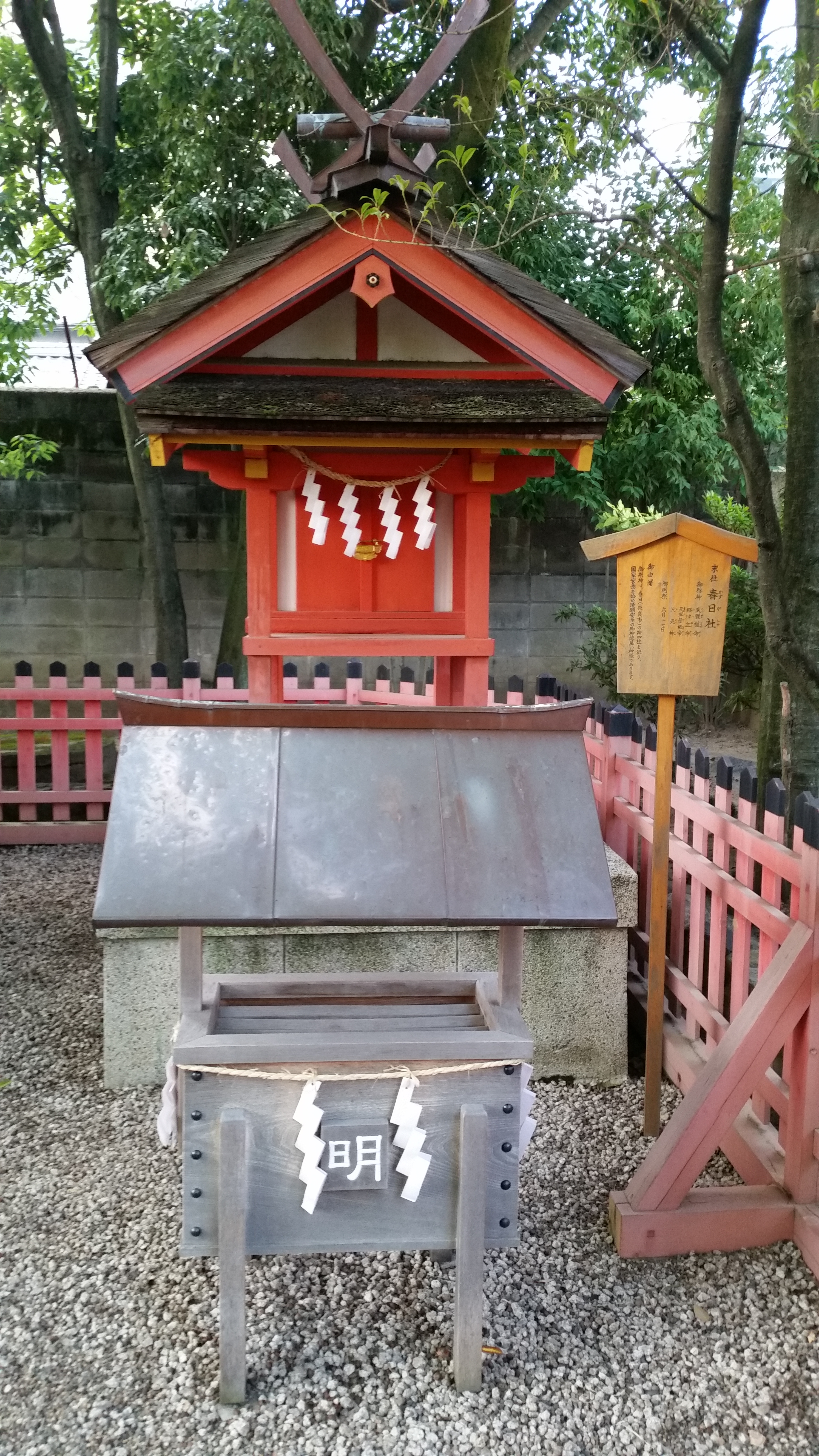
Sanctuaire Kasugasha (dédié à la divinité Kasuga)
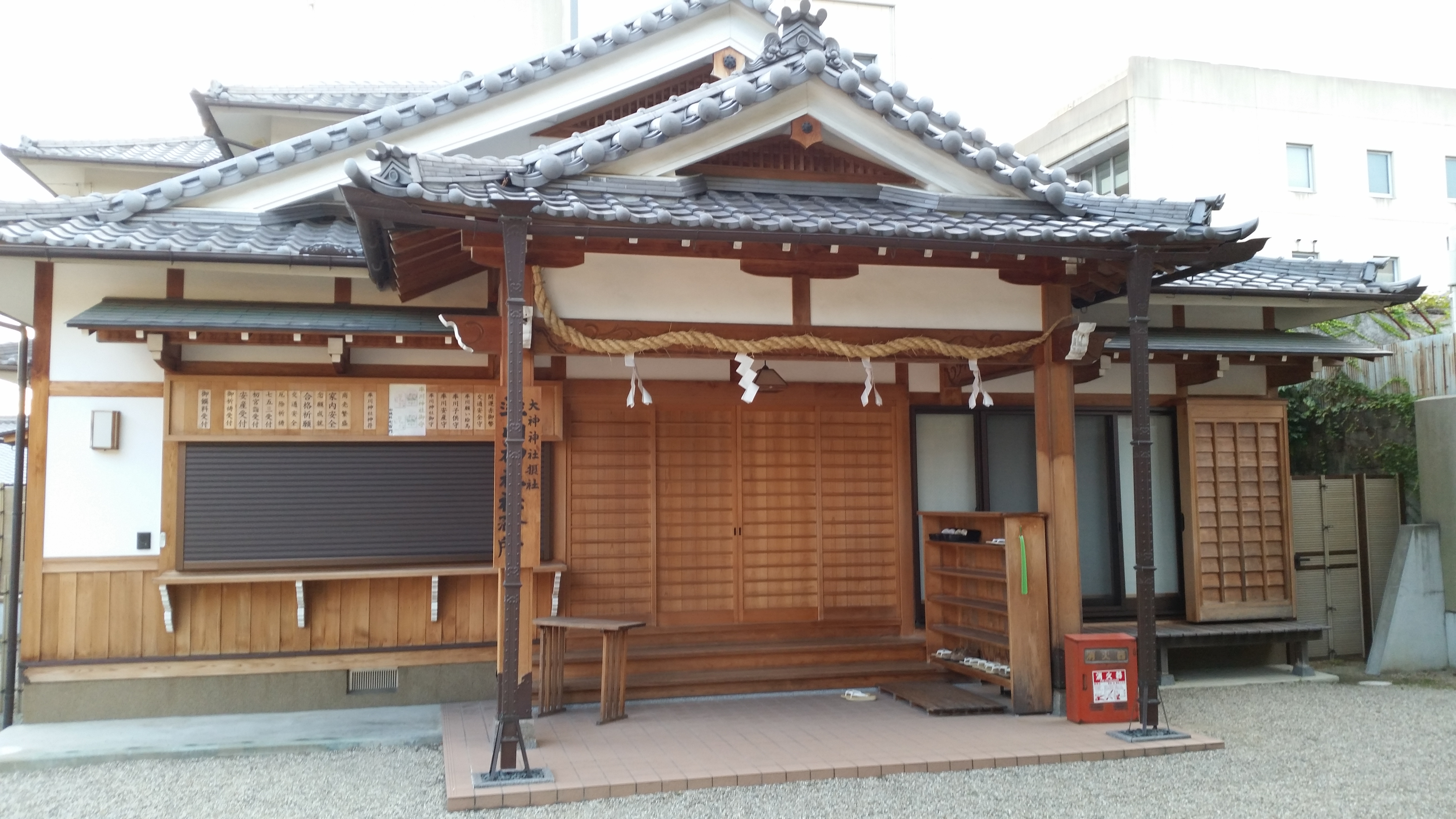
Bureau du sanctuaire
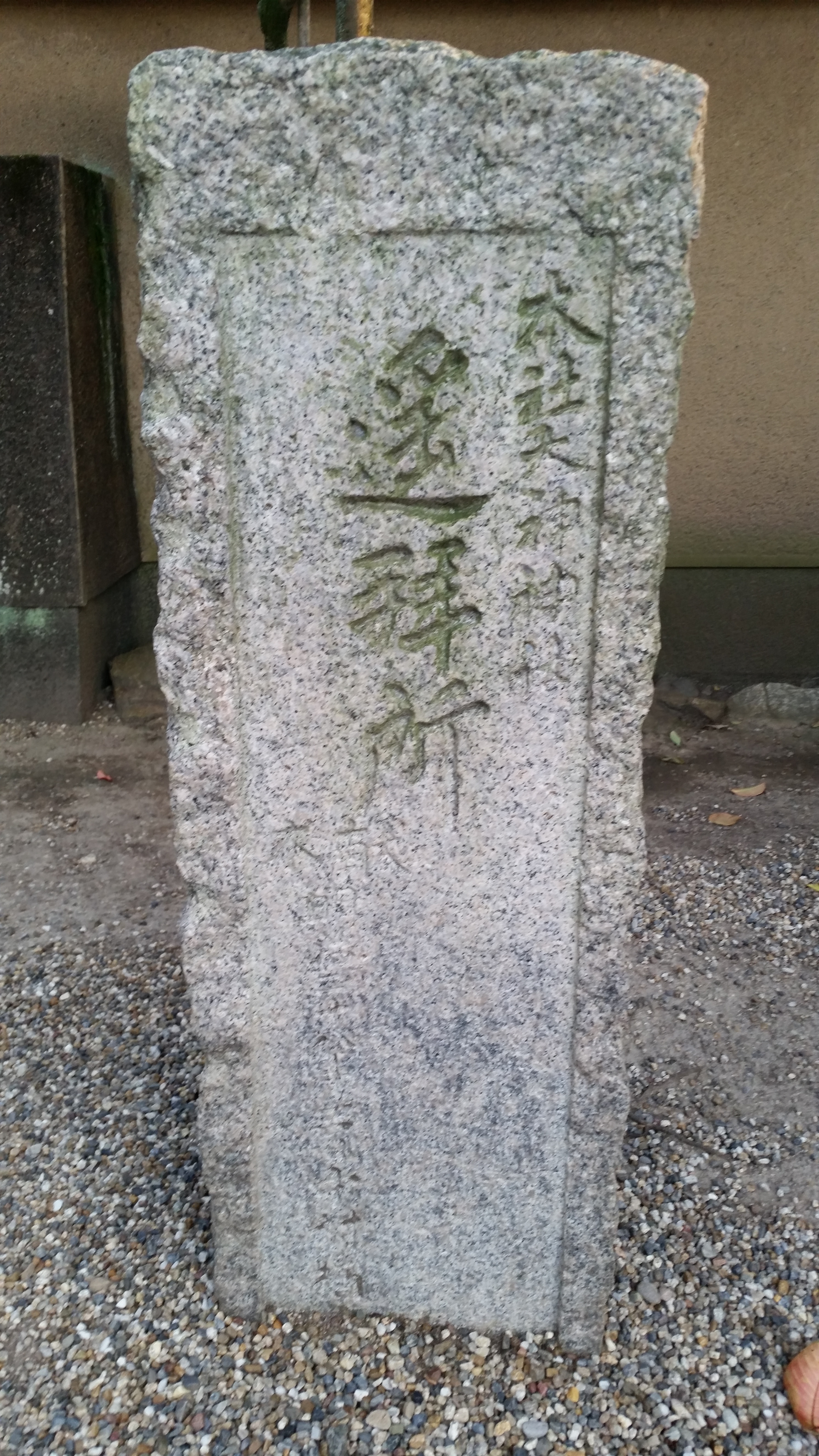
Oomiwa Yohai (lieu de culte dédié à Omiwa)
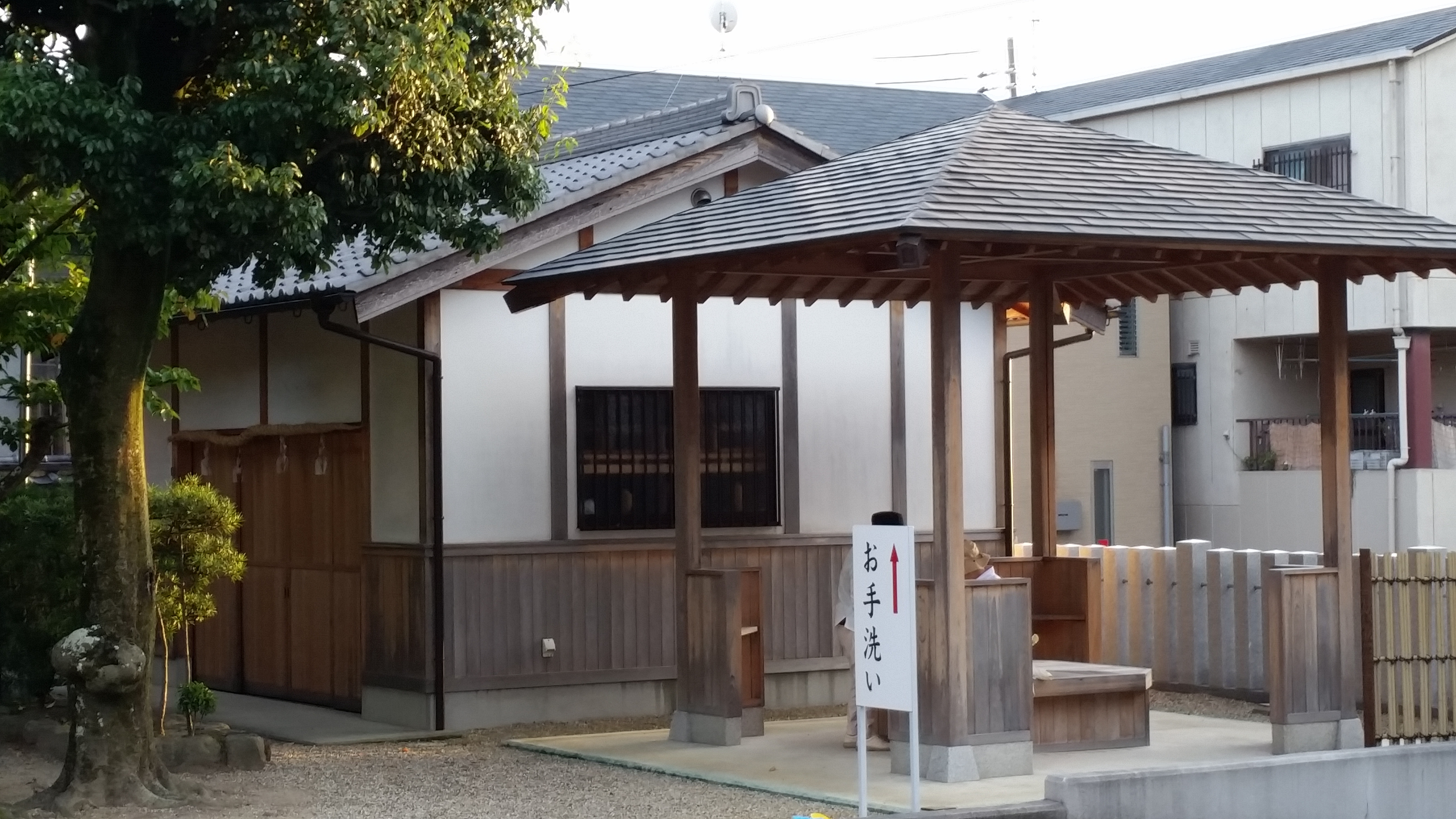
Espace de repos
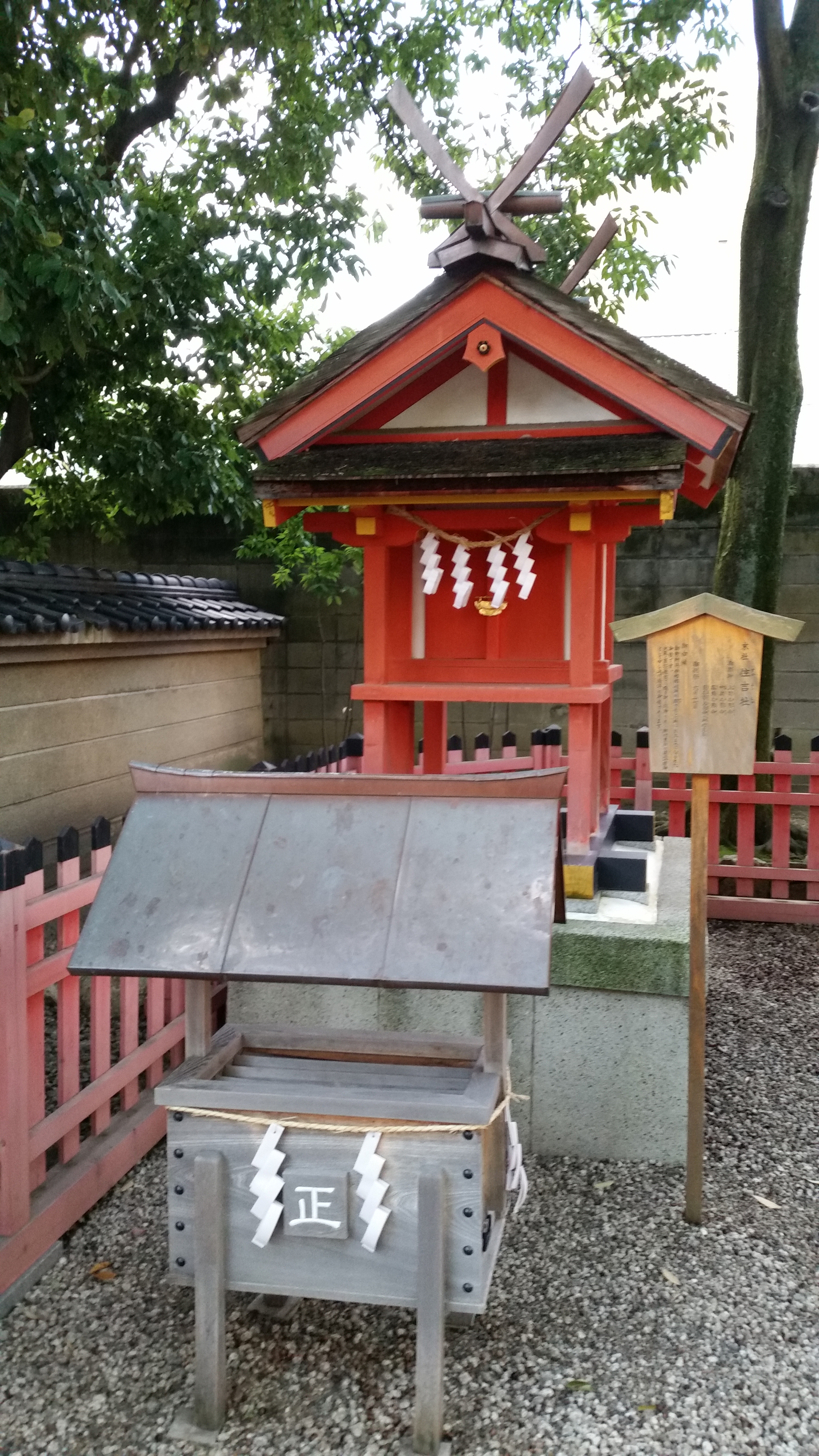
Sanctuaire Sumiyoshi (dédié aux divinités maritimes)
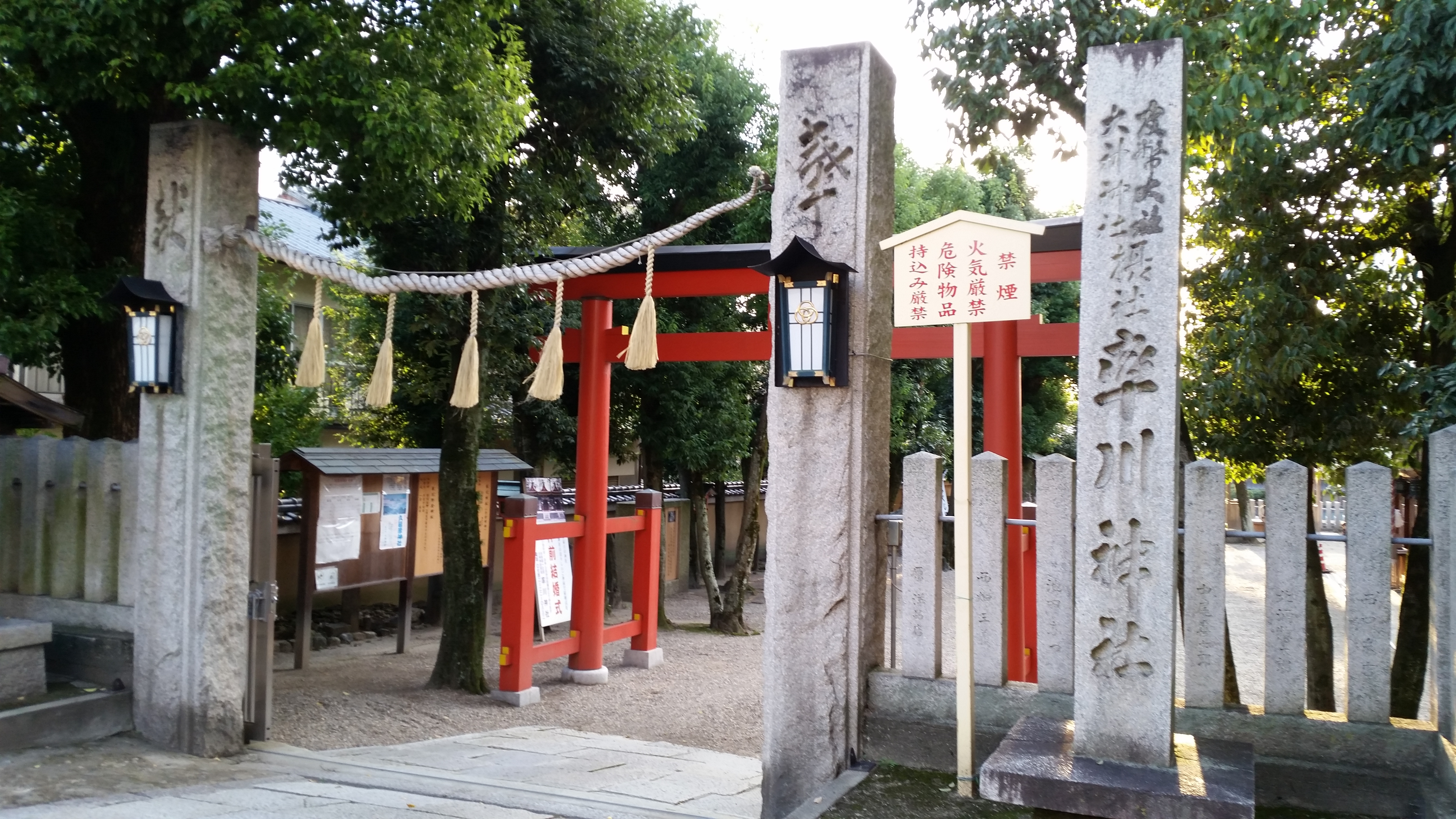
Torii (portail traditionnel shinto)
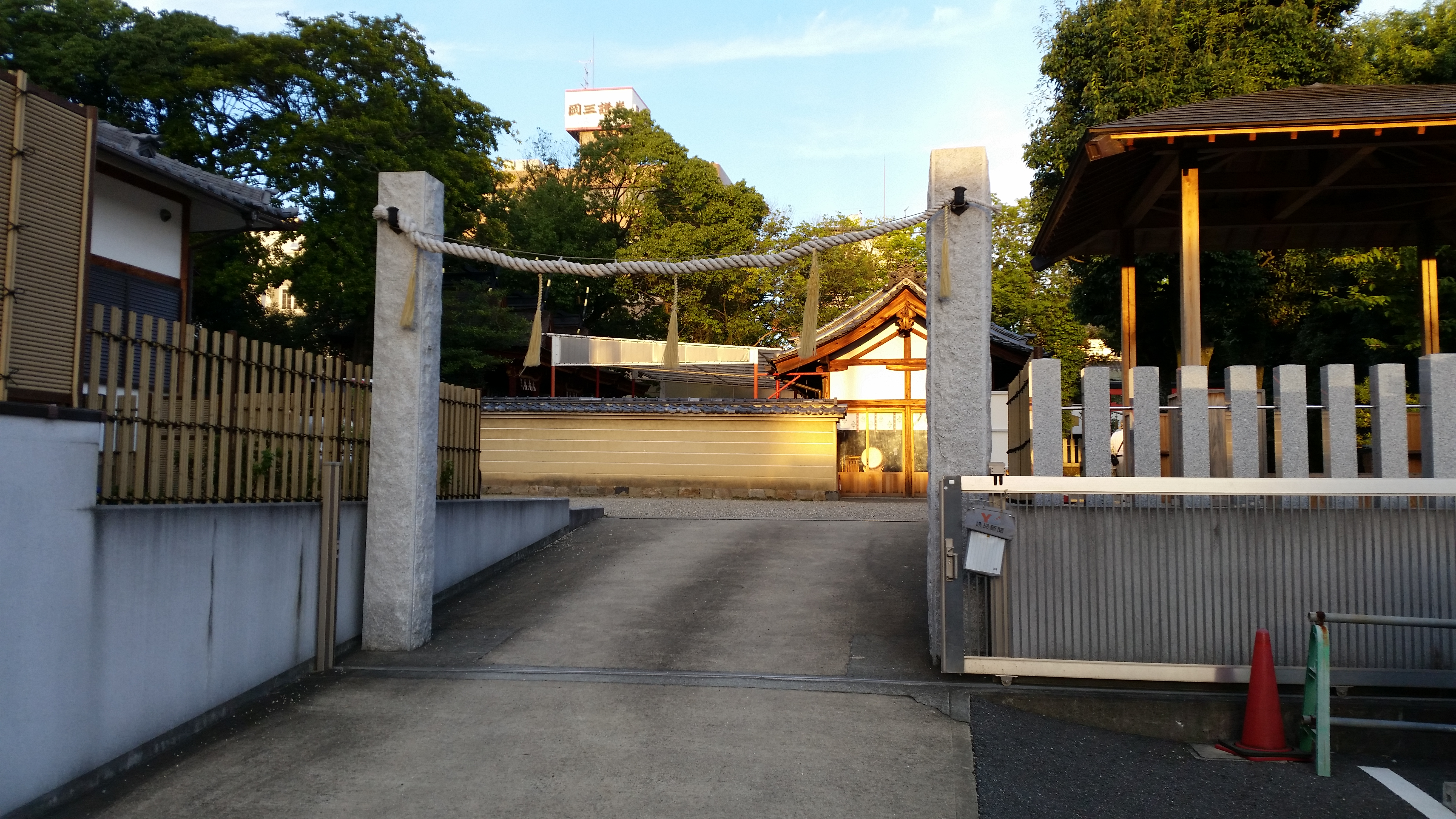
Torii Ouest
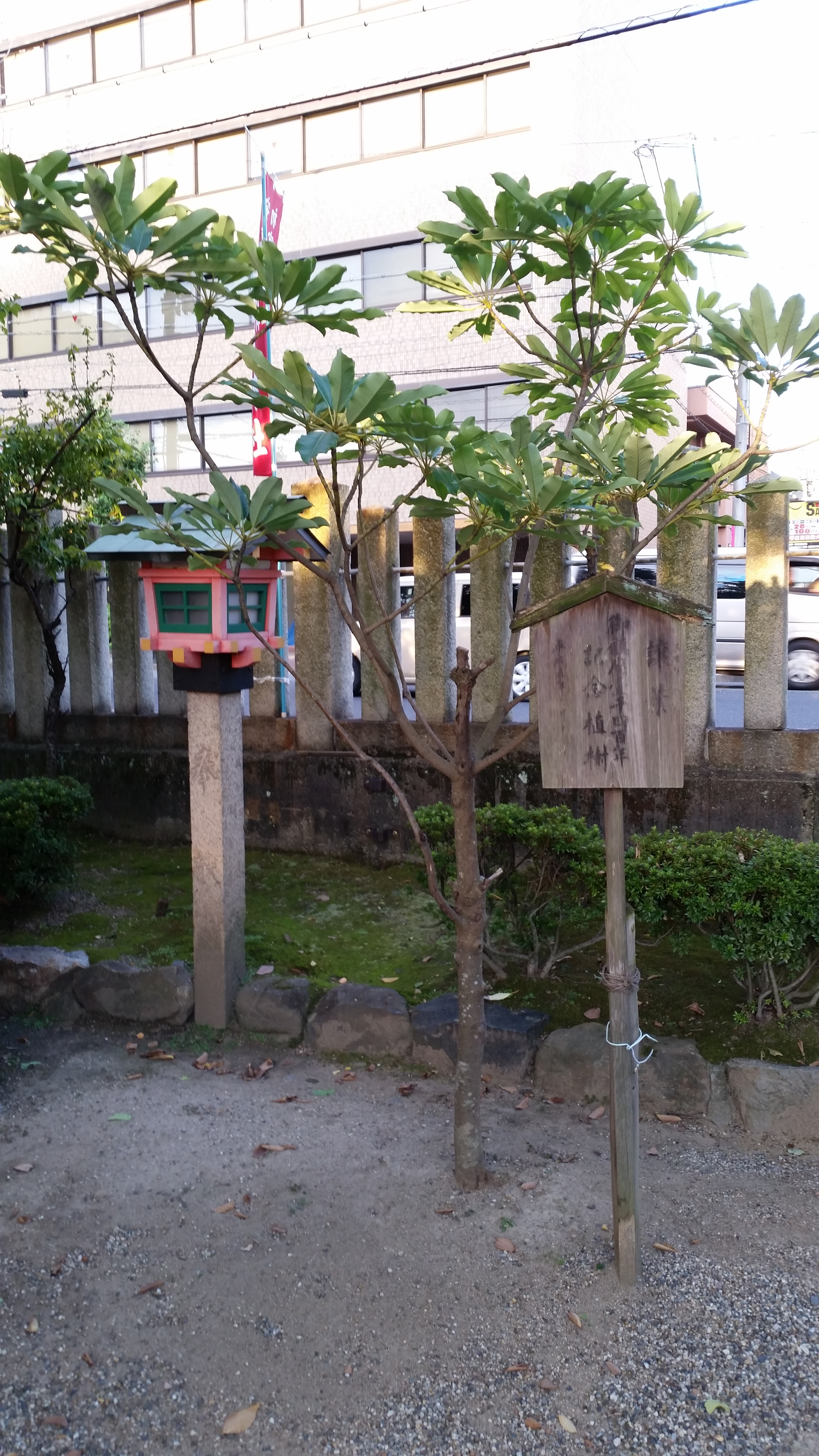
Yuzuriha (arbre symbolique)
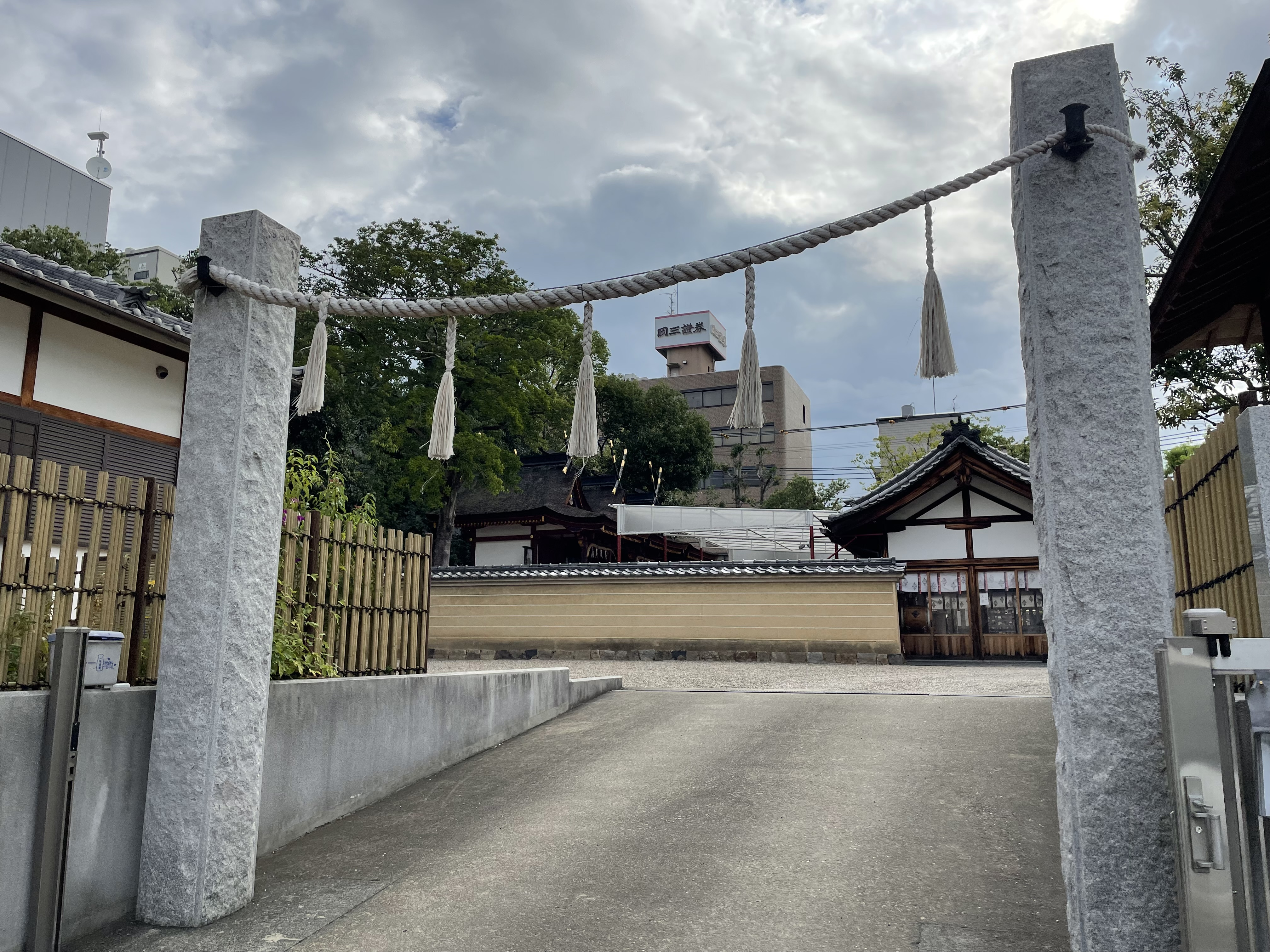
Torii de corde
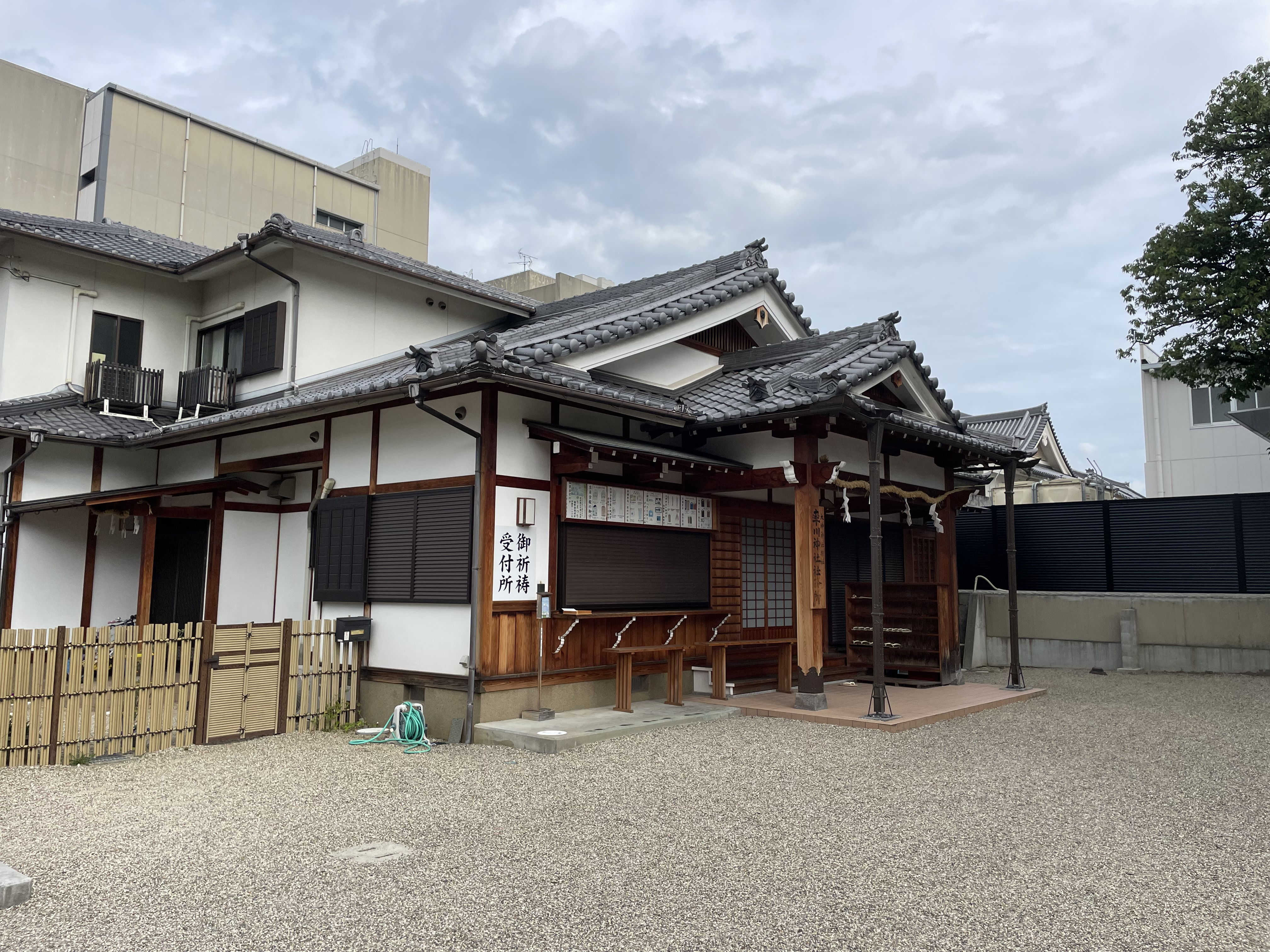
Bureau administratif
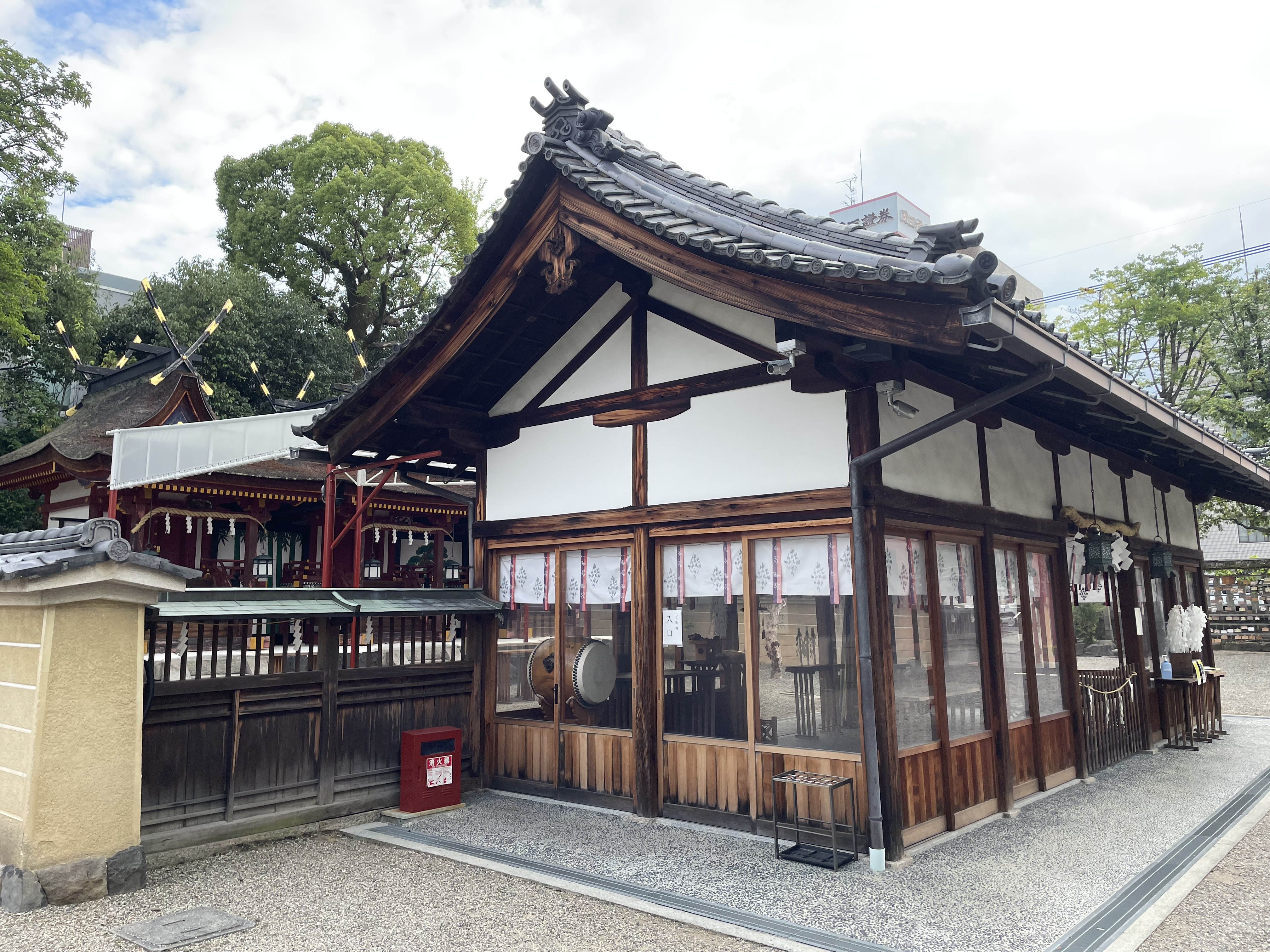
Structure en verre ombré
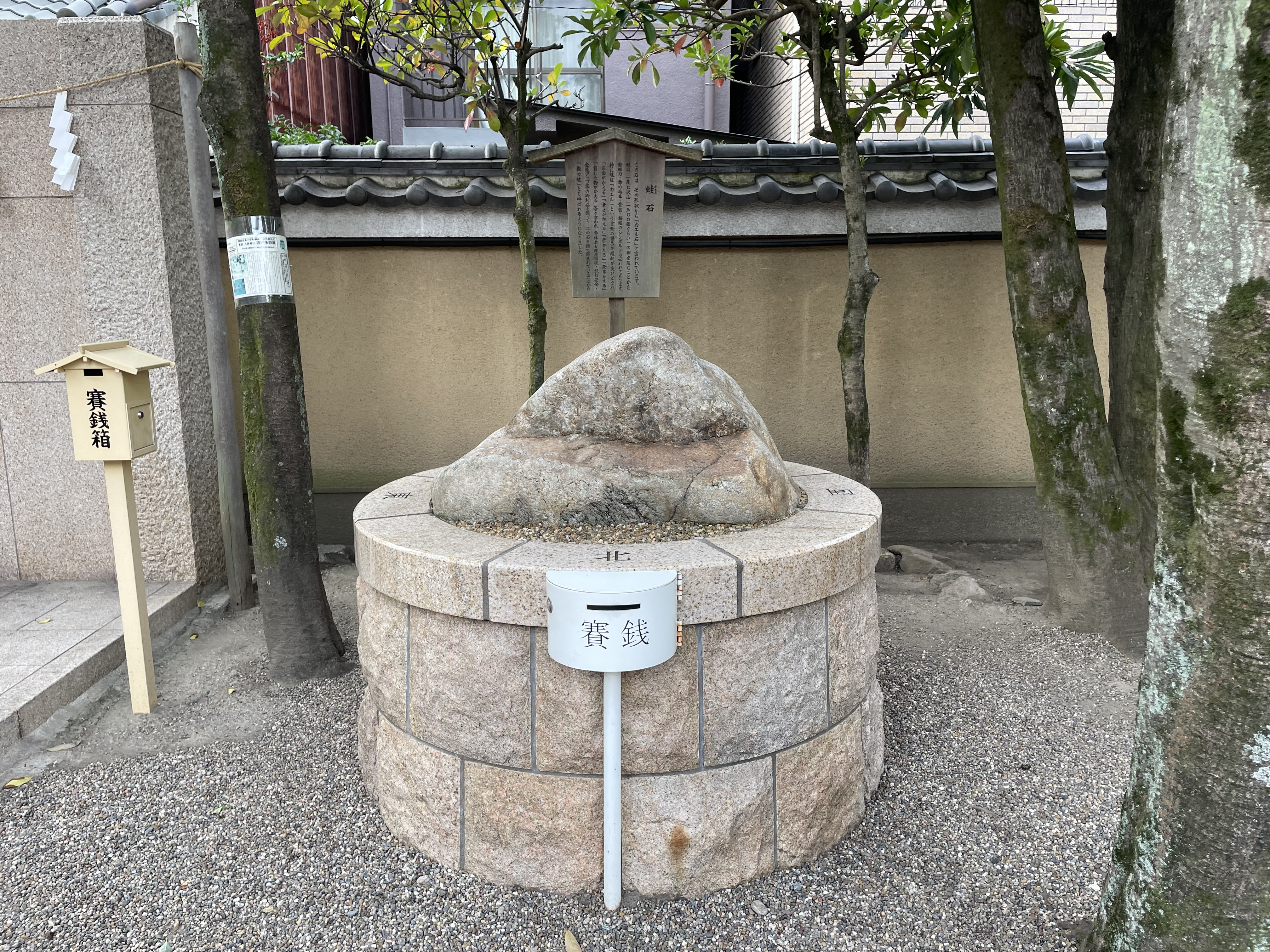
Pierre en forme de grenouille
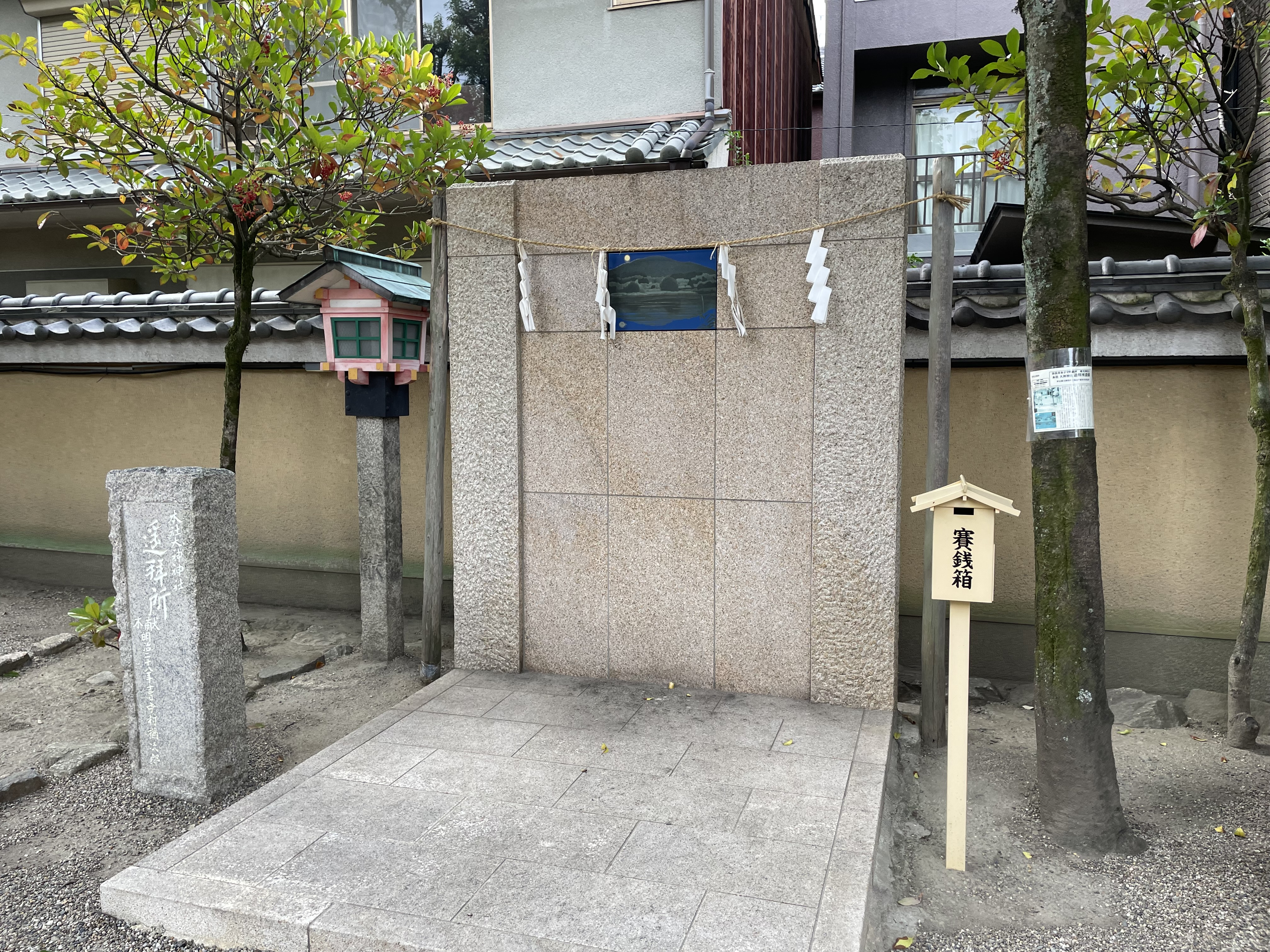
Objet non identifié
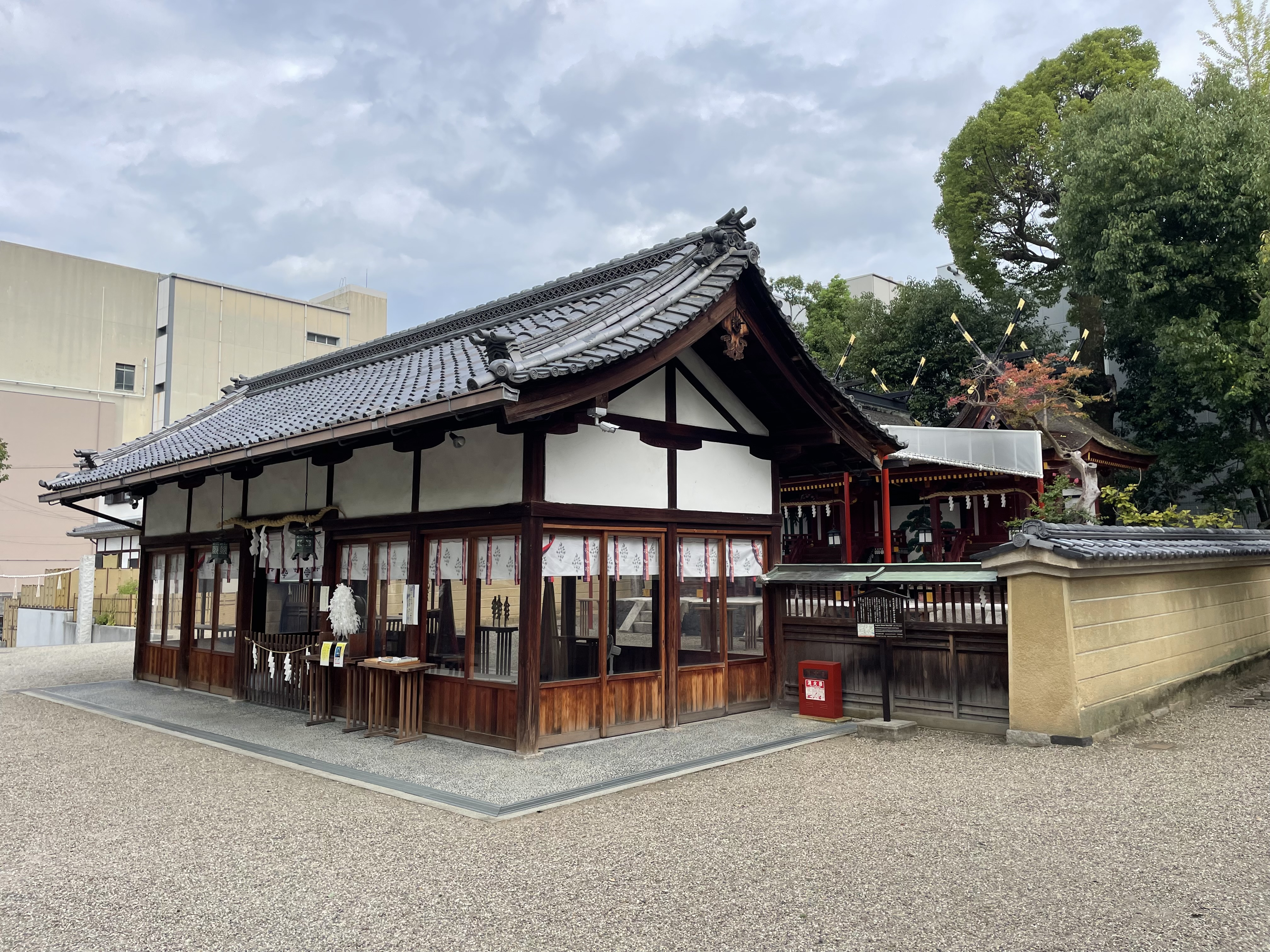
Vue de l'ombre du bâtiment
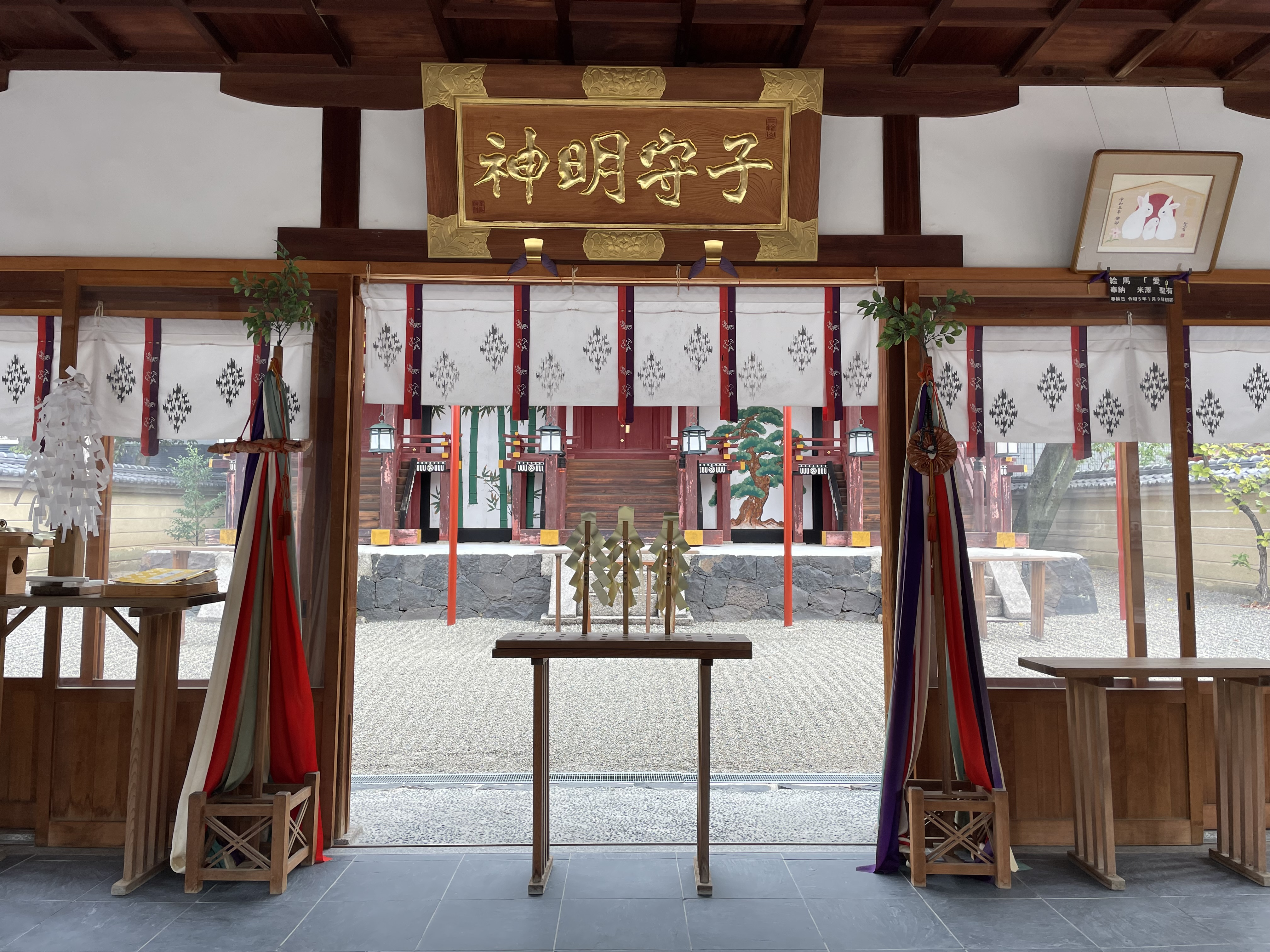
Vue sur la cour depuis le Haiden
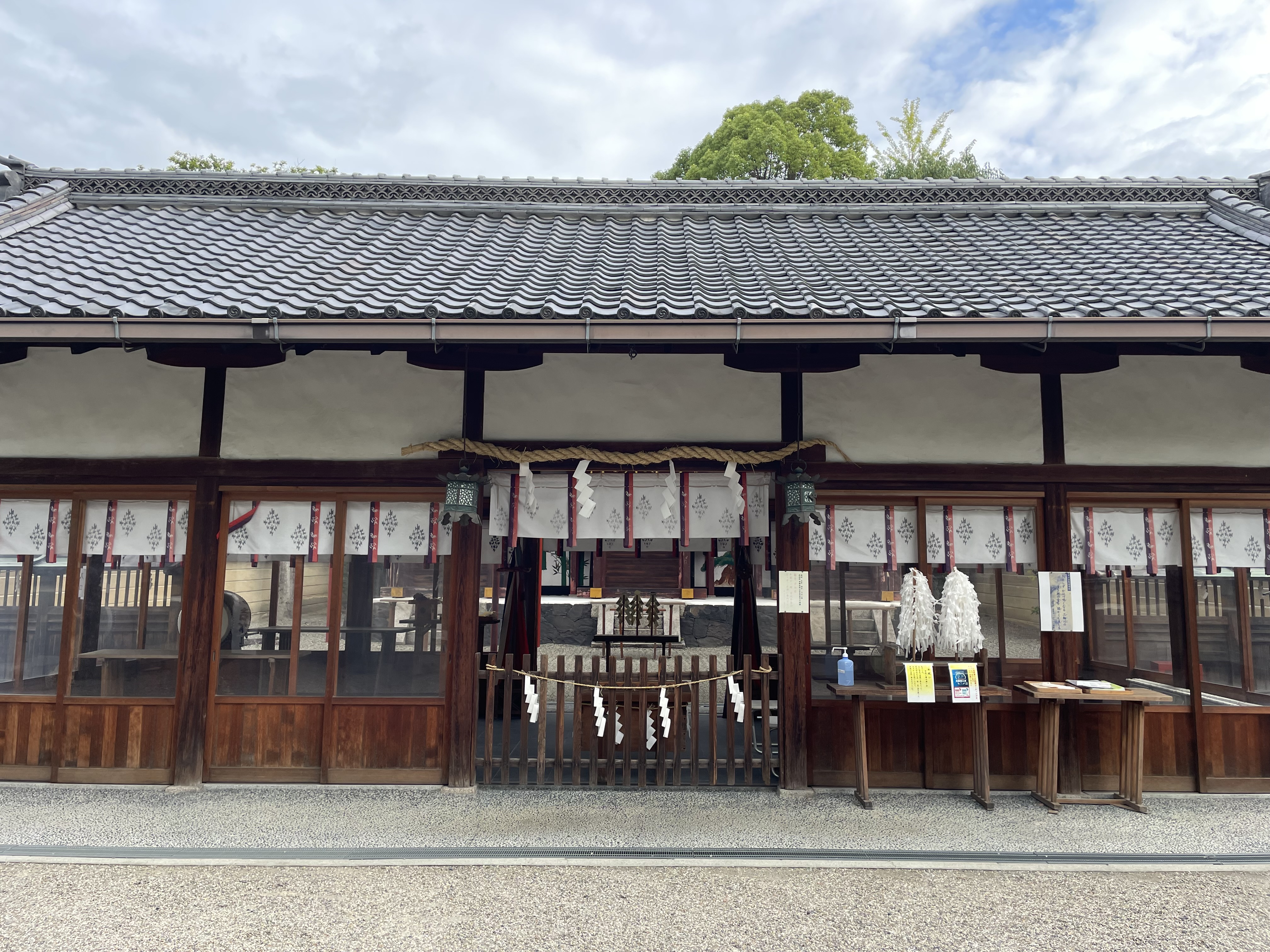
À l'intérieur de la cour ombragée
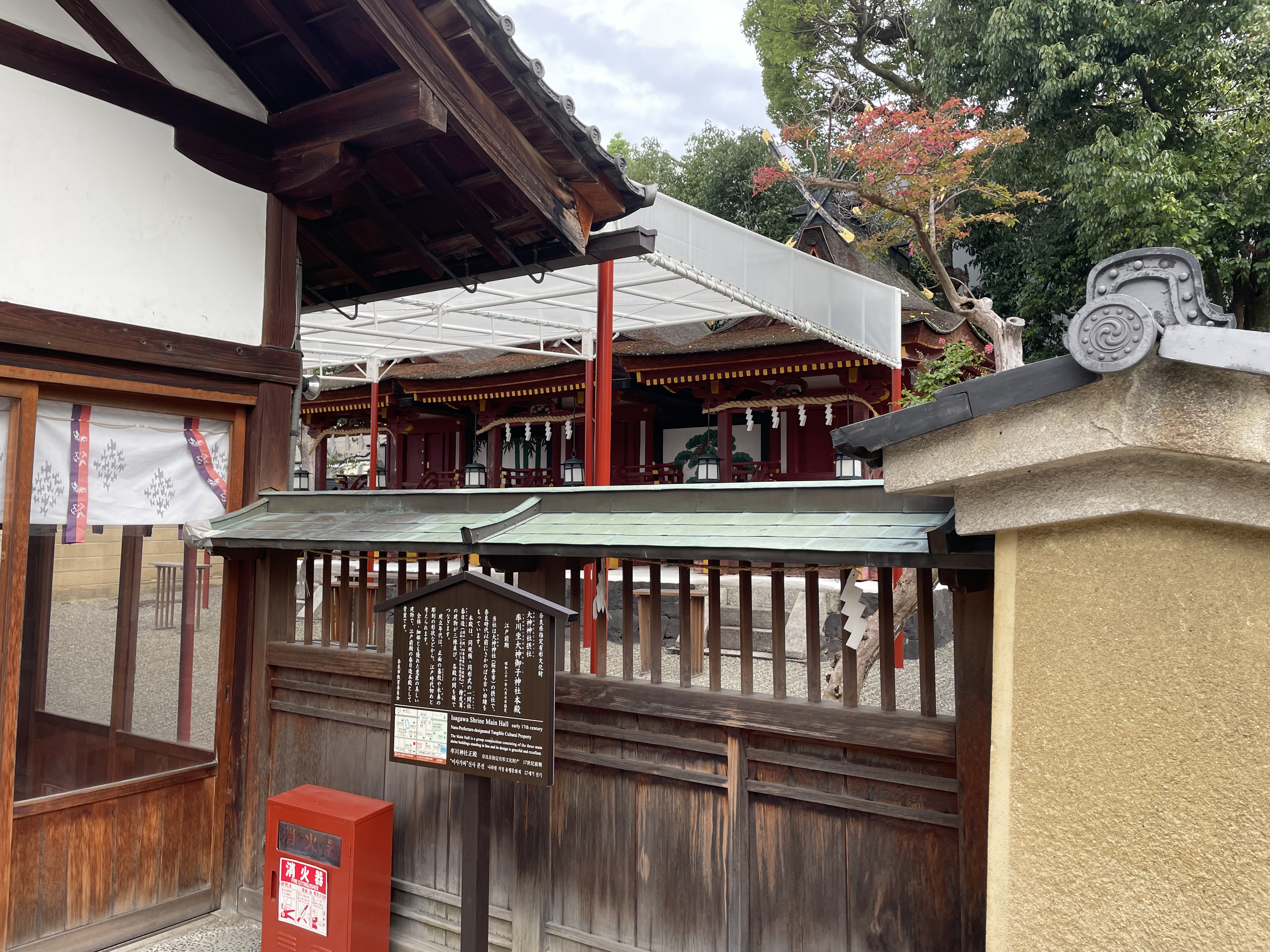
Vue sur les enclos ombragés depuis le mur
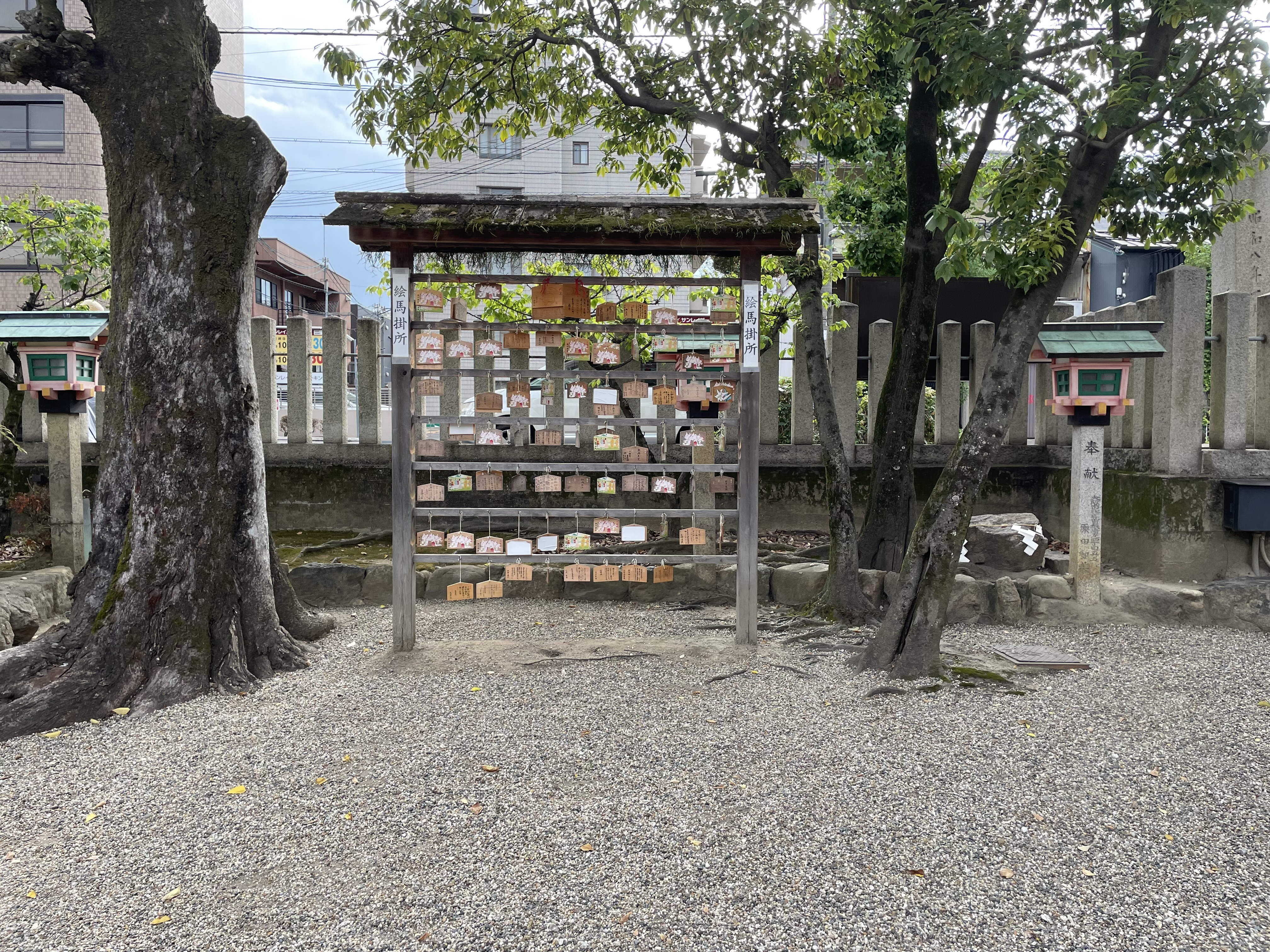
Ema (planches votives)
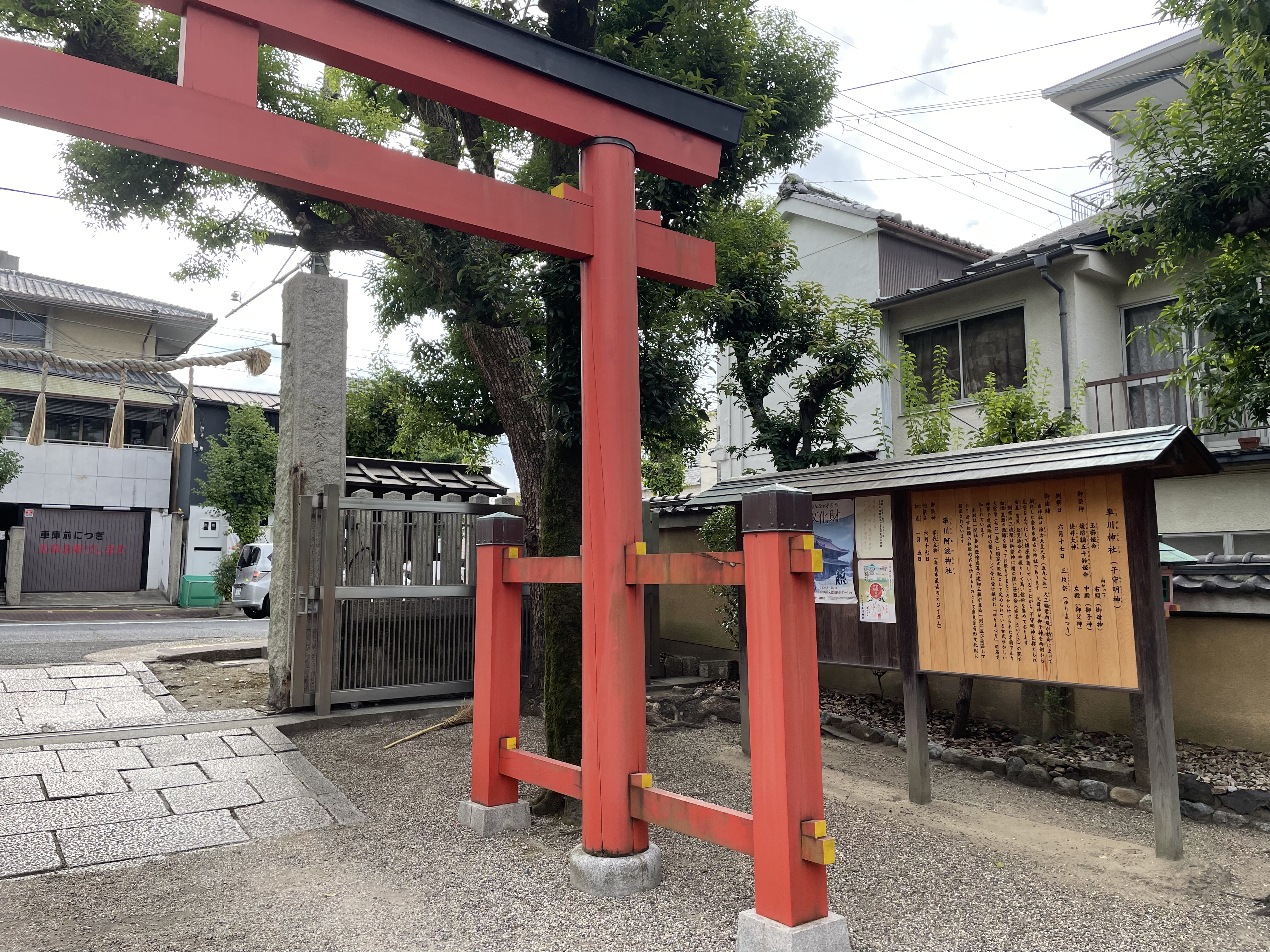
Panneau de Torii
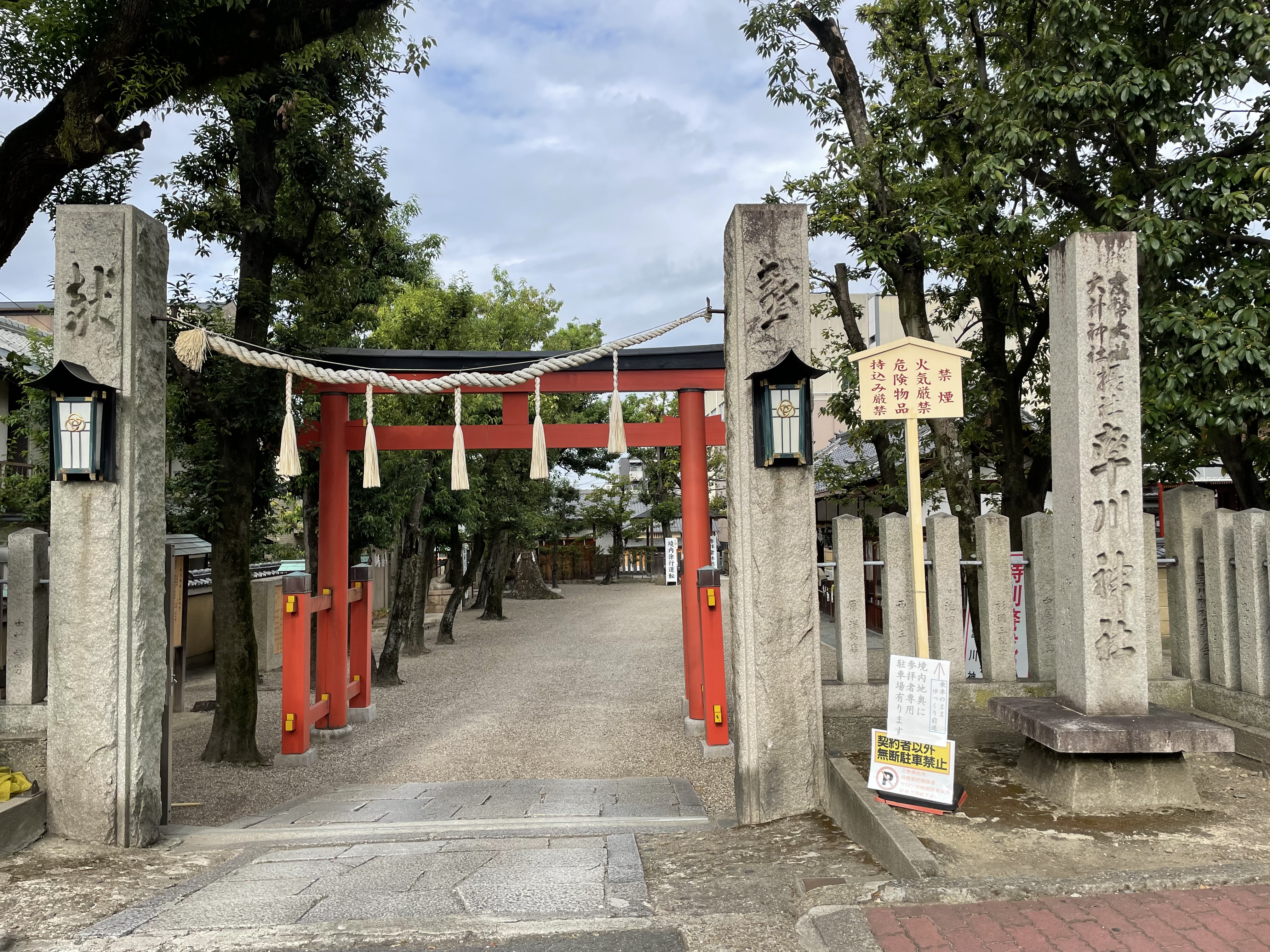
Entrée principale avec torii
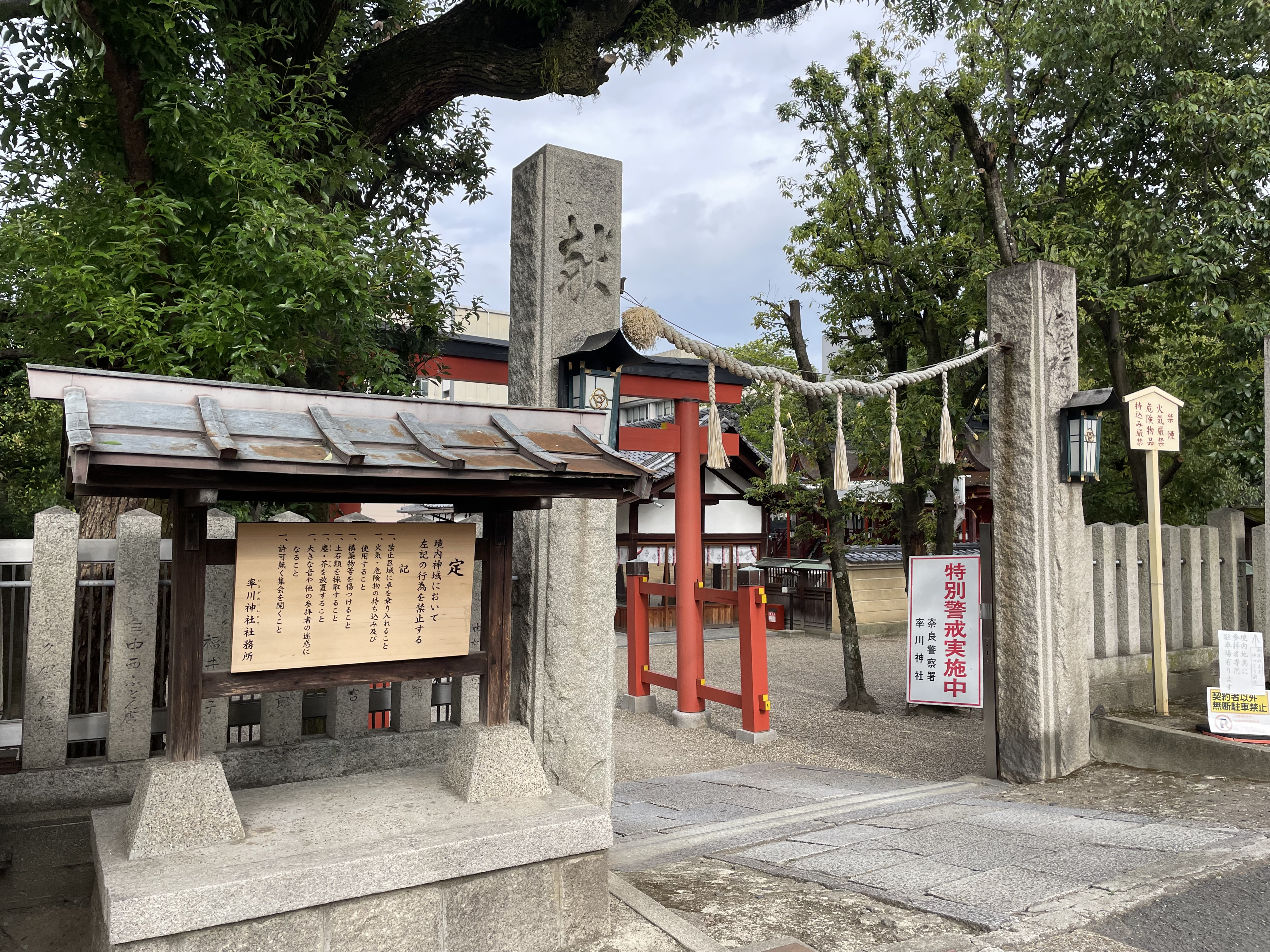
Entrée principale du sanctuaire
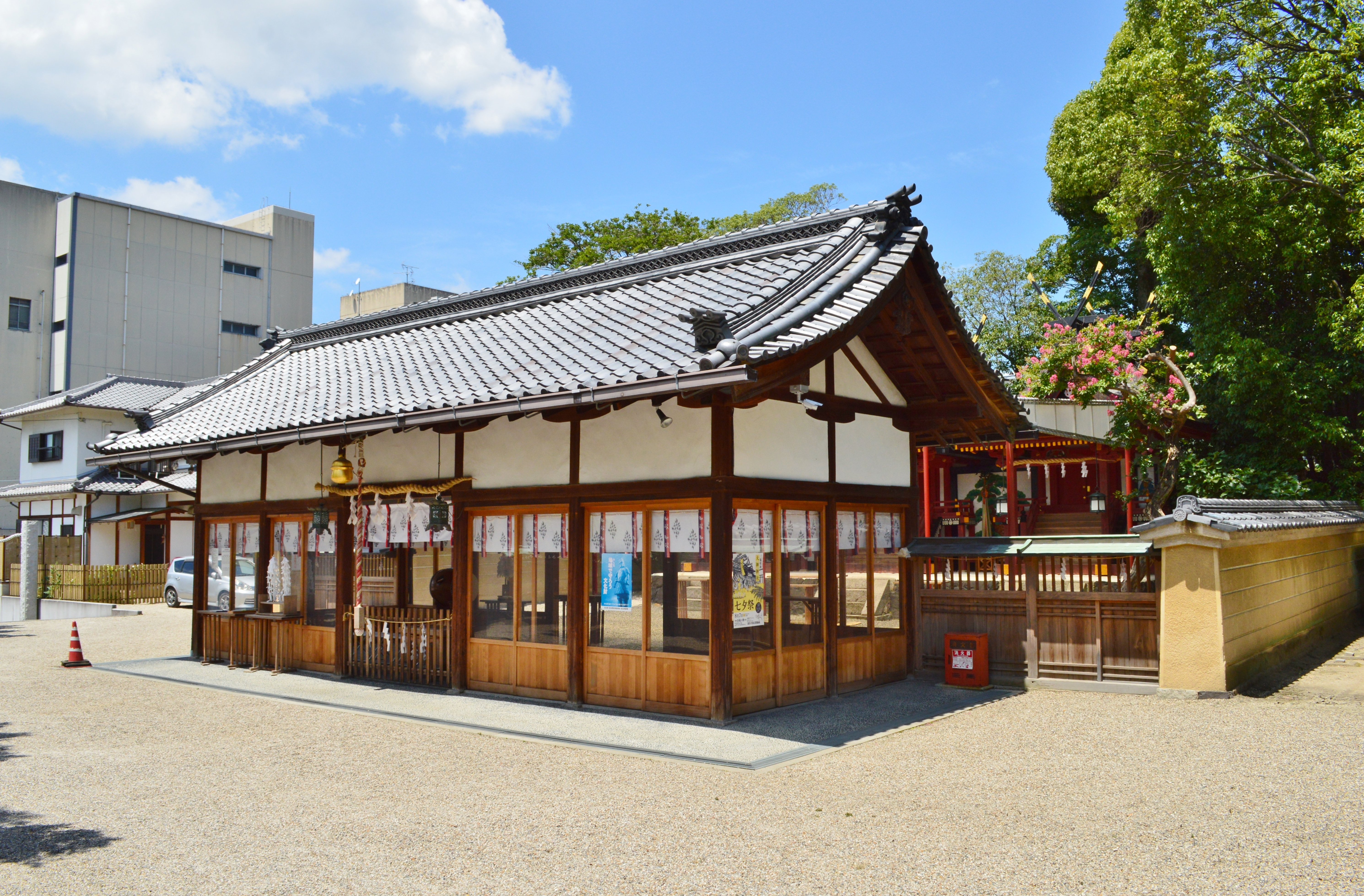
Structure ombragée

## Sanctuaire Isagawa-Awa
Le sanctuaire Isagawa Awa est un sous-sanctuaire dédié à Kotoshironushi communément appelée Ebisu. Il est situé entre les sanctuaires Sumiyoshi et Kasuga, qui sont des sanctuaires secondaires du sanctuaire Otsukawa.
On dit qu'il a été érigé par le Dainagon Fujiwara no Korekimi au cours de la deuxième année de l'ère Hōki (771) et au cours de la deuxième année de l'ère Ninju (852), il reçut le rang de Junior Cinquième Rang ,. Un petit sanctuaire répertorié (Shikinai Shosha) dans l'Engishiki Jinmyocho sous le nom de « Sanctuaire Otsukawa Awa »  . , et en plus du festival régulier du 17 juin, le premier festival d'Ebisu a lieu le 5 janvier  .

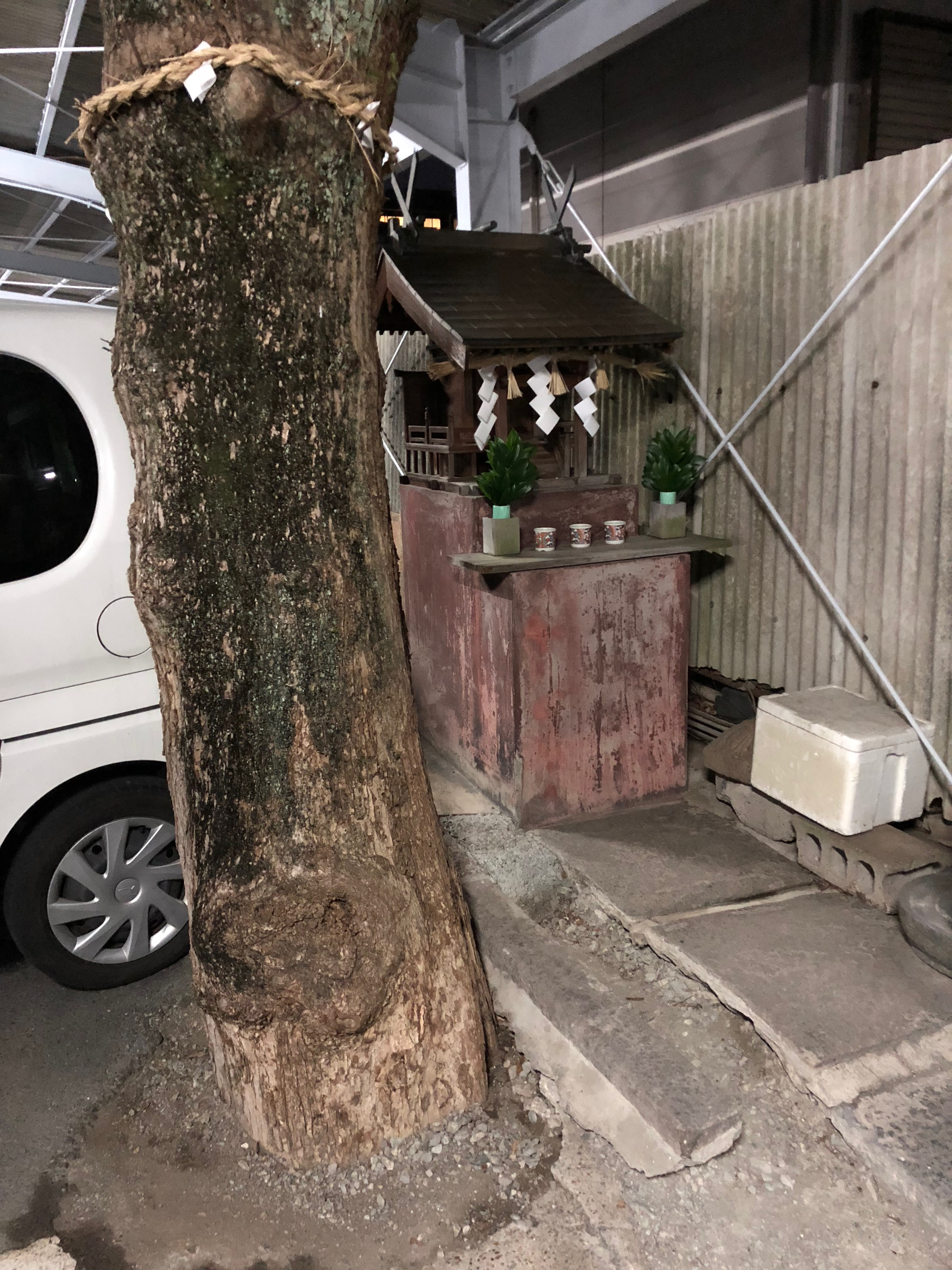
L'ancien site du sanctuaire Otogawa Awa à Nishikido-machi

Il fut détruit par un soulèvement paysan en 1532 et par un incendie lors des guerres menées par le Miyoshi Trio (ja) et Matsunaga Hisahide. D'après un livre de Murai Kodō (ja) du milieu de la période Edo «L'explication maladroite de Narabō (奈良坊目拙解, Narabō Mokusetsukai) , l'ancien site était situé du côté sud de Nishijodo-cho, derrière la deuxième maison de l'est, et un seul pin était consacré comme un arbre sacré, mais il était tombé en très mauvais état. Ce n'est qu'à l'époque Meiji qu'un petit sanctuaire fut consacré et en 1920 ( Taisho 9), le bâtiment principal du sanctuaire fut déplacé sur le terrain du sanctuaire d'Otsukawa.
En 1959, en raison du développement du terrain du temple, il a été déplacé vers son emplacement actuel avec les sanctuaires subordonnés, les sanctuaires Sumiyoshi et Kasuga.
Actuellement, devant le bâtiment du sanctuaire se trouve une lanterne carrée en pierre avec l'inscription « Sanctuaire Awa, 1803 (3e année de l'ère Kyoho) » qui a été déplacée de son emplacement précédent.